# Lista de séries de Somos Portugal
Esta é uma lista de séries exibidas do programa da TVI, Somos Portugal.

## 2012
| Data                   | Localidade / Festa                                | Apresentadores                                               |
| ---------------------- | ------------------------------------------------- | ------------------------------------------------------------ |
| 22 de Abril de 2012    | Fronteira - Festa Medieval                        | Fátima Lopes e Nuno Eiró                                     |
| 1 de Maio de 2012      | Melgaço - Festa do Alvarinho e do Fumeiro         | Leonor Poeiras, Marisa Cruz e Nuno Eiró                      |
| 6 de Maio de 2012      | Bragança - Festa das Cantarinhas                  | Fátima Lopes e Nuno Eiró                                     |
| 13 de Maio de 2012     | Garvão - Tesouros do Alentejo                     | Leonor Poeiras, Marisa Cruz e Nuno Eiró                      |
| 20 de Maio de 2012     | Fafe - Festa Minhota                              | Fátima Lopes e Nuno Eiró                                     |
| 27 de Maio de 2012     | Alenquer - Festa do Divino Espírito Santo         | Iva Domingues, Marisa Cruz e Nuno Eiró                       |
| 3 de Junho de 2012     | Santarém - Grande Festa do Ribatejo               | Leonor Poeiras, Marisa Cruz e Nuno Eiró                      |
| 10 de Junho de 2012    | Mealhada - Festa da Mealhada                      | Iva Domingues, Marisa Cruz e Nuno Eiró                       |
| 24 de Junho de 2012    | Braga - Festas de São João                        | Iva Domingues, Marisa Cruz e Nuno Eiró                       |
| 1 de Julho de 2012     | Montijo - Festas de São Pedro                     | Leonor Poeiras e Nuno Eiró                                   |
| 8 de Julho de 2012     | Vila Franca de Xira - Festa do Colete Encarnado   | Fátima Lopes e Nuno Eiró                                     |
| 15 de Julho de 2012    | Arronches - Encantos do Alentejo                  | Fátima Lopes e Nuno Eiró                                     |
| 29 de Julho de 2012    | Cantanhede - Grande Festa da Bairrada             | Iva Domingues, Nuno Eiró e Manuel Melo                       |
| 5 de Agosto de 2012    | Oliveira do Hospital - Festa da Solidariedade     | Fátima Lopes e Nuno Eiró                                     |
| 12 de Agosto de 2012   | Viseu - Feira de São Mateus                       | Fátima Lopes e Nuno Eiró                                     |
| 15 de Agosto de 2012   | Trancoso - Festa do Emigrante                     | Iva Domingues e Nuno Eiró                                    |
| 19 de Agosto de 2012   | Ponte da Barca - Festas de São Bartolomeu         | Leonor Poeiras, Nuno Eiró e Mónica Jardim                    |
| 26 de Agosto de 2012   | Praia das Maçãs - Festa da Nossa Senhora da Praia | Iva Domingues e Nuno Eiró                                    |
| 2 de Setembro de 2012  | Palmela - Festa das Vindimas                      | Iva Domingues e Nuno Eiró                                    |
| 9 de Setembro de 2012  | Lamego - Festa da Nossa Senhora dos Remédios      | Fátima Lopes, Mónica Jardim e Manuel Melo                    |
| 16 de Setembro de 2012 | Moita - Festa da Nossa Senhora da Boa Viagem      | Iva Domingues, Nuno Eiró e Manuel Melo                       |
| 23 de Setembro de 2012 | Elvas - Festa do Senhor Jesus da Piedade          | Leonor Poeiras e Nuno Eiró                                   |
| 30 de Setembro de 2012 | Cabeceiras de Basto - Festas de São Miguel        | Fátima Lopes, Nuno Eiró e Mónica Jardim                      |
| 7 de Outubro de 2012   | Vieira do Minho - Feira da Ladra                  | Manuel Luís Goucha, Mónica Jardim e Manuel Melo              |
| 14 de Outubro de 2012  | Mogadouro - Feira dos Gorazes                     | João Paulo Rodrigues, Marisa Cruz e Nuno Eiró                |
| 21 de Outubro de 2012  | Vila Nova de Foz Côa - Festa dos Sabores do Douro | Iva Domingues, Nuno Eiró e Mónica Jardim                     |
| 28 de Outubro de 2012  | Santarém - Festival da Gastronomia                | Fátima Lopes, Nuno Eiró e Mónica Jardim                      |
| 4 de Novembro de 2012  | Mangualde - Feira dos Santos                      | João Paulo Rodrigues, Marisa Cruz, Nuno Eiró e Mónica Jardim |
| 11 de Novembro de 2012 | Penafiel - Festas de São Martinho                 | Iva Domingues, Nuno Eiró e Mónica Jardim                     |
| 18 de Novembro de 2012 | Alcobaça - Festa dos Sabores do Mundo             | Cristina Ferreira e Nuno Eiró                                |
| 25 de Novembro de 2012 | Ervidel - Tradições do Alentejo                   | Iva Domingues, Nuno Eiró e Mónica Jardim                     |
| 2 de Dezembro de 2012  | Estremoz - Festa dos Ganhões                      | Iva Domingues, Nuno Eiró e Mónica Jardim                     |
| 9 de Dezembro de 2012  | Vila de Frades - Festa das Talhas                 | Fátima Lopes e Nuno Eiró                                     |
| 16 de Dezembro de 2012 | Santa Maria da Feira - Terra dos Sonhos           | Fátima Lopes, Nuno Eiró e Mónica Jardim                      |
| 23 de Dezembro de 2012 | Priscos - Presépio Vivo                           | Manuel Luís Goucha, Marisa Cruz e Marta Cardoso              |

## 2013
| 6 de Janeiro de 2013                           | Valença - Festa dos Reis                             | João Paulo Rodrigues, Marisa Cruz, Nuno Eiró e Mónica Jardim |
| 13 de Janeiro de 2013                          | Boticas - Feira Barrosã                              | João Paulo Rodrigues, Marisa Cruz e Nuno Eiró                |
| 20 de Janeiro de 2013                          | Termas de Monfortinho - TVI 20 Anos                  | Fátima Lopes, Mónica Jardim e Manuel Melo                    |
| 27 de Janeiro de 2013                          | Montalegre - TVI 20 Anos                             | Iva Domingues, Nuno Eiró e Mónica Jardim                     |
| 3 de Fevereiro de 2013                         | Gouveia - TVI 20 Anos                                | João Paulo Rodrigues, Marisa Cruz, Nuno Eiró e Mónica Jardim |
| 10 de Fevereiro de 2013                        | Figueira da Foz - TVI 20 Anos                        | Fátima Lopes, Nuno Eiró e Mónica Jardim                      |
| 17 de Fevereiro de 2013                        | Miranda do Douro - TVI 20 Anos                       | Nuno Eiró, Mónica Jardim e Isabel Silva                      |
| 24 de Fevereiro de 2013                        | Serpa - Festa do Queijo                              | Iva Domingues, Nuno Eiró e Mónica Jardim                     |
| 3 de Março de 2013                             | Trofa -                                              | Nuno Eiró, Mónica Jardim                                     |
| 10 de Março de 2013                            | Freixo de Espada à Cinta - Festa Amendoeiras em Flor | Iva Domingues, Nuno Eiró e Mónica Jardim                     |
| (17 de março de 2013 - 31 de dezembro de 2013) |                                                      |                                                              |

## 2014
| Data                    | Localidade / Festa                               | Apresentadores                                       |
| ----------------------- | ------------------------------------------------ | ---------------------------------------------------- |
| 5 de janeiro de 2014    | Valença - Festa dos Reis                         | Marisa Cruz, Nuno Eiró e Mónica Jardim               |
| 12 de janeiro de 2014   | Braga - Festa do Gelo                            | Iva Domingues, Nuno Eiró e Mónica Jardim             |
| 19 de janeiro de 2014   | Boticas - Festa Barrosã                          | Marisa Cruz, Nuno Eiró e Mónica Jardim               |
| 26 de janeiro de 2014   | Ansião - Festa dos Pinhões                       | Iva Domingues, Nuno Eiró e Mónica Jardim             |
| 2 de fevereiro de 2014  | Mora - Festa das Migas                           | Iva Domingues, Nuno Eiró e Mónica Jardim             |
| 9 de fevereiro de 2014  | Vinhais - Festa do Fumeiro                       | Mónica Jardim, Nuno Eiró e Isabel Silva              |
| 16 de fevereiro de 2014 | Miranda do Douro - Festa Mirandesa               | Marisa Cruz, Nuno Eiró e Mónica Jardim               |
| 23 de fevereiro de 2014 | Vila Flor - Festa da Flor                        | Mónica Jardim, Nuno Eiró e Isabel Silva              |
| 2 de março de 2014      | Torres Vedras - Festa de Carnaval                | Iva Domingues, Nuno Eiró e Mónica Jardim             |
| 9 de março de 2014      | Mirandela - Festa da Princesa do Tua             | Marisa Cruz, Nuno Eiró e Mónica Jardim               |
| 16 de março de 2014     | Salvaterra de Magos - Festa da Rainha do Tejo    | Leonor Poeiras, Nuno Eiró e Mónica Jardim            |
| 23 de março de 2014     | Ourique - Festa do Porco Alentejano              | Mónica Jardim, Nuno Eiró e Isabel Silva              |
| 30 de março de 2014     | Miranda do Corvo - Festa da Chanfana             | Iva Domingues, Nuno Eiró e Mónica Jardim             |
| 6 de abril de 2014      | Sertã - Festa da Princesa da Beira               | Leonor Poeiras, Nuno Eiró e Mónica Jardim            |
| 13 de abril de 2014     | Felgueiras - Festa do Pão de Ló                  | Marisa Cruz, Nuno Eiró e Mónica Jardim               |
| 20 de abril de 2014     | Santo Tirso - Festa da Páscoa                    | Iva Domingues, Nuno Eiró e Isabel Silva              |
| 25 de abril de 2014     | Santarém - Festa da Liberdade                    | Fátima Lopes e Nuno Eiró                             |
| 27 de abril de 2014     | Belmonte - Festa da Nossa Sr.ª da Esperança      | Marisa Cruz, Nuno Eiró e Mónica Jardim               |
| 1 de maio de 2014       | Beja - Festa da Agricultura                      | Fátima Lopes, Mónica Jardim e Isabel Silva           |
| 4 de maio de 2014       | Bragança - Festa das Cantarinhas                 | Marisa Cruz, Nuno Eiró e Mónica Jardim               |
| 11 de maio de 2014      | Garvão - Festa dos Tesouros Alentejanos          | Mónica Jardim e Nuno Eiró                            |
| 18 de maio de 2014      | Caldas da Rainha - Festa do Cavalo Lusitano      | Mónica Jardim, Nuno Eiró e Isabel Silva              |
| 25 de maio de 2014      | Chamusca - Festa da Ascensão                     | Iva Domingues, Nuno Eiró e Mónica Jardim             |
| 31 de maio de 2014      | Alvarães - Festa das Cruzes                      | Cristina Ferreira e Nuno Eiró                        |
| 1 de junho de 2014      | Vila Real - Festa da Família                     | Fátima Lopes, Mónica Jardim e Isabel Silva           |
| 8 de junho de 2014      | Amarante - Festa de Junho                        | Iva Domingues, Nuno Eiró e Mónica Jardim             |
| 10 de junho de 2014     | Mealhada - Festa das 4 Maravilhas                | Iva Domingues, Nuno Eiró e Marta Cardoso             |
| 15 de junho de 2014     | Aljustrel - Festa do Campo Alentejano            | Marisa Cruz, Nuno Eiró, Isabel Silva e Marta Cardoso |
| 21 de junho de 2014     | Sobrado - Festa da Bugiada                       | Iva Domingues, Nuno Eiró e Mónica Jardim             |
| 22 de junho de 2014     | Caminha - Festa do Corpo de Deus                 | Iva Domingues, Nuno Eiró e Mónica Jardim             |
| 29 de junho de 2014     | Macedo de Cavaleiros - Festa de São Pedro        | Mónica Jardim, Nuno Eiró e Marta Cardoso             |
| 6 de julho de 2014      | Vila Franca de Xira - Festa do Colete Encarnado  | Mónica Jardim, Nuno Eiró e Marta Cardoso             |
| 13 de julho de 2014     | São Torcato - Festa da Terra                     | Iva Domingues, Nuno Eiró e Marta Cardoso             |
| 20 de julho de 2014     | Albufeira - Festa Zoomarine                      | Nuno Eiró, Marisa Cruz e Mónica Jardim               |
| 26 de julho de 2014     | Porto - (Parque da Cidade) - Festa da Família    | Fátima Lopes, Pedro Teixeira e Mónica Jardim         |
| 27 de julho de 2014     | Cantanhede - EXPOFACIC                           | Nuno Eiró, Mónica Jardim e Marisa Cruz               |
| 3 de agosto de 2014     | Porto - Festa da Francesinha                     | Mónica Jardim, Nuno Eiró e Isabel Silva              |
| 10 de agosto de 2014    | Viseu - Festa de S. Mateus                       | Iva Domingues, Nuno Eiró e Mónica Jardim             |
| 17 de agosto de 2014    | Malveira - Festa Saloia                          | Iva Domingues, Nuno Eiró e Mónica Jardim             |
| 24 de agosto de 2014    | Penafiel - Festa da Lavoura                      | Nuno Eiró, Marisa Cruz e Mónica Jardim               |
| 31 de agosto de 2014    | Lamego - Festa de Nossa Sr.ª dos Remédios        | Iva Domingues, Mónica Jardim e Marta Cardoso         |
| 7 de setembro de 2014   | Santiago do Cacém - Festa da Nossa Sr.ª do Monte | Mónica Jardim, Marisa Cruz e Isabel Silva            |
| 14 de setembro de 2014  | Montemor-o-Velho - Festa do Mondego              | Fátima Lopes, Nuno Eiró e Mónica Jardim              |
| 21 de setembro de 2014  | Moimenta da Beira - Festa da Maçã                | Iva Domingues, Nuno Eiró e Vera Fernandes            |
| 28 de setembro de 2014  | Elvas - Feira de São Mateus                      | Iva Domingues, Nuno Eiró e Mónica Jardim             |
| 5 de outubro de 2014    | Vila Franca de Xira - Festa das Tradições        | Leonor Poeiras, Nuno Eiró e Mónica Jardim            |
| 12 de outubro de 2014   | Vila Verde - Festa das Colheitas                 | Iva Domingues, Nuno Eiró e Mónica Jardim             |
| 19 de outubro de 2014   | Mértola - Festa do Guadiana                      | Leonor Poeiras, Nuno Eiró e Mónica Jardim            |
| 26 de outubro de 2014   | Barcelos - Festa do Galo                         | Iva Domingues, Nuno Eiró e Mónica Jardim             |
| 2 de novembro de 2014   | Mangualde - Festa/Feira dos Santos               | Leonor Poeiras, Nuno Eiró e Mónica Jardim            |
| 9 de novembro de 2014   | Terras de Bouro - Festa de S. Martinho           | Marisa Cruz, Nuno Eiró e Mónica Jardim               |
| 16 de novembro de 2014  | Alcobaça - Festa dos Doces Conventuais           | Iva Domingues, Nuno Eiró e Mónica Jardim             |
| 23 de novembro de 2014  | Ervidel - Festa da Talha                         | Iva Domingues, Nuno Eiró e Mónica Jardim             |
| 30 de novembro de 2014  | Vila Real - Festa Transmontana                   | Iva Domingues, Nuno Eiró e Mónica Jardim             |
| 7 de dezembro de 2014   | Praia de Mira - Festa de N.ª Sr.ª da Conceição   | Iva Domingues, Nuno Eiró e Mónica Jardim             |
| 14 de dezembro de 2014  | Alenquer - Festa da Vila Presépio                | Iva Domingues, Nuno Eiró e Mónica Jardim             |
| 21 de dezembro de 2014  | Priscos - Festa do Presépio Vivo                 | Leonor Poeiras, Nuno Eiró e Marisa Cruz              |
| 28 de dezembro de 2014  | Pampilhosa da Serra - Festa do Natal Serrano     | Nuno Eiró, Marisa Cruz e Mónica Jardim               |
| 31 de dezembro de 2014  | Albufeira - Festa de Fim de Ano                  | Manuel Luís Goucha, Mónica Jardim e Isabel Silva     |

## 2015
| Data                    | Localidade / Festa                                      | Apresentadores                                                                                |
| ----------------------- | ------------------------------------------------------- | --------------------------------------------------------------------------------------------- |
| 4 de janeiro de 2015    | Valença - Festa dos Reis                                | Leonor Poeiras, Mónica Jardim e Nuno Eiró                                                     |
| 11 de janeiro de 2015   | Boticas - Festa Barrosã                                 | Iva Domingues, Mónica Jardim e Nuno Eiró                                                      |
| 18 de janeiro de 2015   | Termas de Monfortinho (Idanha-a-Nova) - Festa Beirã     | Leonor Poeiras, Mónica Jardim e Nuno Eiró                                                     |
| 25 de janeiro de 2015   | Ansião - Festa dos Pinhões                              | Mónica Jardim, Nuno Eiró e Marisa Cruz                                                        |
| 1 de fevereiro de 2015  | Penalva do Castelo - Festa do Pastor e do Queijo        | Iva Domingues, Mónica Jardim e Nuno Eiró                                                      |
| 8 de fevereiro de 2015  | Vieira do Minho - Festa do Fumeiro                      | Mónica Jardim, Nuno Eiró e Marisa Cruz                                                        |
| 15 de fevereiro de 2015 | Figueira da Foz - Festa de Carnaval                     | Leonor Poeiras, Mónica Jardim e Nuno Eiró                                                     |
| 22 de fevereiro de 2015 | Oliveira do Hospital - Festa do Queijo Serra da Estrela | Iva Domingues, Mónica Jardim e Nuno Eiró                                                      |
| 1 de março de 2015      | Vila Flor - Festa da Flor                               | Leonor Poeiras, Mónica Jardim e Nuno Eiró                                                     |
| 8 de março de 2015      | Mirandela - Festa da Princesa do Tua                    | Mónica Jardim, Nuno Eiró e Marisa Cruz                                                        |
| 15 de março de 2015     | Salvaterra de Magos - Festa da Rainha do Tejo           | Iva Domingues, Mónica Jardim e Nuno Eiró                                                      |
| 22 de março de 2015     | Ourique - Festa do Porco Alentejano                     | Iva Domingues, Mónica Jardim e Nuno Eiró                                                      |
| 29 de março de 2015     | Cascais - Festa do Mercado                              | Mónica Jardim, Iva Domingues e Marisa Cruz                                                    |
| 5 de abril de 2015      | Santo Tirso - Festa da Páscoa                           | Iva Domingues, Nuno Eiró e Marisa Cruz                                                        |
| 12 de abril de 2015     | Fronteira - Festa Medieval                              | Leonor Poeiras, Mónica Jardim e Nuno Eiró                                                     |
| 19 de abril de 2015     | Cernache do Bom Jardim - Festa do Santo Contestável     | Fátima Lopes, Mónica Jardim e Nuno Eiró                                                       |
| 26 de abril de 2015     | Alter do Chão - Festa do Cavalo                         | Leonor Poeiras, Mónica Jardim e Nuno Eiró                                                     |
| 3 de maio de 2015       | Melgaço - Festa dos Sabores                             | Leonor Poeiras, Mónica Jardim e Nuno Eiró                                                     |
| 10 de maio de 2015      | Garvão - Festa dos Tesouros Alentejanos                 | Mónica Jardim, Iva Domingues e Marisa Cruz                                                    |
| 17 de maio de 2015      | Caldas da Rainha - Festa do Cavalo Lusitano             | Leonor Poeiras, Mónica Jardim e Nuno Eiró                                                     |
| 24 de maio de 2015      | Arcos de Valdevez - Festa Rural                         | Mónica Jardim, Nuno Eiró e Marisa Cruz                                                        |
| 31 de maio de 2015      | Vila Real - Festa da Família                            | Iva Domingues, Mónica Jardim e Nuno Eiró                                                      |
| 7 de junho de 2015      | Santarém - Festa do Ribatejo                            | Leonor Poeiras, Mónica Jardim e Nuno Eiró                                                     |
| 14 de junho de 2015     | Alvaiázere - Festa do Chícharo                          | Mónica Jardim, Nuno Eiró e Marisa Cruz                                                        |
| 21 de junho de 2015     | Braga - Festa de São João                               | Iva Domingues, Mónica Jardim e Nuno Eiró                                                      |
| 27 de junho de 2015     | Lisboa - Festa Continente (Parque Eduardo VII)          | Cristina Ferreira, Mónica Jardim, Leonor Poeiras, Marisa Cruz, Marta Cardoso e Pedro Teixeira |
| 28 de junho de 2015     | Lisboa - Festa Internacional do Artesanato              | Isabel Silva, Nuno Eiró e Marta Cardoso                                                       |
| 5 de julho de 2015      | Macedo de Cavaleiros - Festa de São Pedro               | Isabel Silva, Marisa Cruz, Marta Cardoso e Pedro Teixeira                                     |
| 12 de julho de 2015     | Fafe - Festa de N.ª Sr.ª da Antime                      | Marisa Cruz, Nuno Eiró e Marta Cardoso                                                        |
| 19 de julho de 2015     | Sertã - Festa do Maranho                                | Mónica Jardim, Nuno Eiró e Isabel Silva                                                       |
| 26 de julho de 2015     | Albufeira - Festa Zoomarine                             | Mónica Jardim, Nuno Eiró e Isabel Silva                                                       |
| 2 de agosto de 2015     | Idanha-a-Nova - Festa Raiana                            | Mónica Jardim, Nuno Eiró e Marta Cardoso                                                      |
| 9 de agosto de 2015     | Maiorca - Festa do Emigrante                            | Mónica Jardim, Nuno Eiró e Marisa Cruz                                                        |
| 16 de agosto de 2015    | Pampilhosa da Serra - Festa de N.ª Sr.ª do Pranto       | Mónica Jardim, Leonor Poeiras e Marisa Cruz                                                   |
| 23 de agosto de 2015    | Samora Correia - Festa de N.ª Sr.ª da Oliveira          | Mónica Jardim, Leonor Poeiras e Marisa Cruz                                                   |
| 30 de agosto de 2015    | Lamego - Festa de Nossa Sr.ª dos Remédios               | Mónica Jardim, Nuno Eiró e Marisa Cruz                                                        |
| 6 de setembro de 2015   | Santiago do Cacém - Festa da Nossa Sr.ª do Monte        | Iva Domingues, Mónica Jardim, Olívia Ortiz e Nuno Eiró                                        |
| 13 de setembro de 2015  | Montemor-o-Velho - Festa do Mondego                     | Iva Domingues, Nuno Eiró e Marta Cardoso                                                      |
| 19 de Setembro de 2015  | Porto - Festa Continente (Parque da Cidade)             | Cristina Ferreira, Mónica Jardim, Leonor Poeiras, Marisa Cruz e João Montez                   |
| 20 de setembro de 2015  | Ermesinde - Festa do Vale e da Serra                    | Leonor Poeiras, Mónica Jardim, João Montez e Nuno Eiró                                        |
| 27 de setembro de 2015  | Moimenta da Beira - Festa da Maçã                       | Leonor Poeiras, Mónica Jardim e Nuno Eiró                                                     |
| 4 de outubro de 2015    | Vila Franca de Xira - Festa das Tradições               | Iva Domingues, Mónica Jardim e Nuno Eiró                                                      |
| 11 de outubro de 2015   | Vila Verde - Festa das Colheitas                        | Mónica Jardim, Iva Domingues e Marisa Cruz                                                    |
| 18 de outubro de 2015   | Cascais - Festa do Mercado                              | Cristina Ferreira, Mónica Jardim e Nuno Eiró                                                  |
| 25 de outubro de 2015   | Barcelos - Festa do Galo                                | Marisa Cruz, Mónica Jardim, João Montez e Nuno Eiró                                           |
| 1 de novembro de 2015   | Arraiolos - Festa dos Sabores e Tradições               | Iva Domingues, Mónica Jardim e Nuno Eiró                                                      |
| 8 de novembro de 2015   | Mangualde - Festa/Feira dos Santos                      | Iva Domingues, Mónica Jardim, Marisa Cruz e Nuno Eiró                                         |
| 15 de novembro de 2015  | Terras de Bouro - Festa de S. Martinho                  | Mónica Jardim, Iva Domingues e Marta Cardoso                                                  |
| 22 de novembro de 2015  | Alcobaça - Festa dos Doces Conventuais                  | Fátima Lopes, Mónica Jardim e Nuno Eiró                                                       |
| 29 de novembro de 2015  | Vila Real - Festa Transmontana                          | Marisa Cruz, Nuno Eiró e Isabel Silva                                                         |
| 6 de dezembro de 2015   | Penela - Festa do Presépio                              | Iva Domingues, Mónica Jardim e Nuno Eiró                                                      |
| 13 de dezembro de 2015  | Reguengos de Monsaraz - Festa do Natal Alentejano       | Leonor Poeiras, Nuno Eiró e Iva Domingues                                                     |
| 20 de dezembro de 2015  | S. Pedro do Sul - Festa da Floresta                     | Iva Domingues, Mónica Jardim e Nuno Eiró                                                      |
| 27 de dezembro de 2015  | Pampilhosa da Serra - Festa do Natal Serrano            | Mónica Jardim, Leonor Poeiras e Marisa Cruz                                                   |
| 31 de dezembro de 2015  | Caminha - Festa de Fim de Ano                           | Leonor Poeiras, Iva Domingues e Isabel Silva                                                  |

## 2016
| Data                    | Localidade/ Festa                                  | Apresentadores                                                  |
| ----------------------- | -------------------------------------------------- | --------------------------------------------------------------- |
| 3 de janeiro de 2016    | Valença - Festa dos Reis                           | Leonor Poeiras, Marisa Cruz, Marta Cardoso e João Montez        |
| 10 de janeiro de 2016   | Boticas - Festa Barrosã                            | Iva Domingues, Mónica Jardim e Nuno Eiró                        |
| 17 de janeiro de 2016   | Carregal do Sal - Festa dos Saberes e Sabores      | Iva Domingues, Mónica Jardim e Nuno Eiró                        |
| 24 de janeiro de 2016   | Ansião - Festa dos Pinhões                         | Mónica Jardim, Nuno Eiró e Marisa Cruz                          |
| 31 de janeiro de 2016   | Celorico da Beira - Festa do Queijo                | Leonor Poeiras, Iva Domingues e Marisa Cruz                     |
| 7 de fevereiro de 2016  | Loulé - Festa de Carnaval                          | Leonor Poeiras, Mónica Jardim e Nuno Eiró                       |
| 14 de fevereiro de 2016 | Penalva do Castelo - Festa do Pastor e do Queijo   | Iva Domingues, Nuno Eiró e Marisa Cruz                          |
| 21 de fevereiro de 2016 | Miranda do Douro - Festa Mirandesa                 | Leonor Poeiras, Nuno Eiró e Marisa Cruz                         |
| 28 de fevereiro de 2016 | Tábua - Festa dos Sabores da Beira                 | Leonor Poeiras, Mónica Jardim e Nuno Eiró                       |
| 6 de março de 2016      | Mirandela - Festa da Princesa do Tua               | Iva Domingues, Nuno Eiró e Marisa Cruz                          |
| 13 de março de 2016     | Salvaterra de Magos - Festa da Rainha do Tejo      | Leonor Poeiras, Nuno Eiró e Marta Cardoso                       |
| 20 de março de 2016     | Ourique - Festa do Porco Alentejano                | Mónica Jardim, Nuno Eiró e Olívia Ortiz                         |
| 27 de março de 2016     | Nisa - Festa da Páscoa                             | Nuno Eiró, Mónica Jardim e João Montez                          |
| 3 de abril de 2016      | Proença-a-Velha - Festa Beirã                      | Iva Domingues, Mónica Jardim e Marisa Cruz                      |
| 10 de abril de 2016     | Fronteira - Festa Medieval                         | Leonor Poeiras, Mónica Jardim e Nuno Eiró                       |
| 17 de abril de 2016     | Belmonte - Festa da Nossa Sr.ª da Esperança        | Isabel Silva, Nuno Eiró e Olívia Ortiz                          |
| 24 de abril de 2016     | Alter do Chão - Festa do Cavalo                    | Iva Domingues, Nuno Eiró e Mónica Jardim                        |
| 1 de maio de 2016       | Bragança - Festa das Cantarinhas                   | Leonor Poeiras, Nuno Eiró e Marisa Cruz                         |
| 8 de maio de 2016       | Garvão - Festa dos Tesouros Alentejanos            | Iva Domingues, Nuno Eiró e Mónica Jardim                        |
| 15 de maio de 2016      | Murça - Festa dos Sabores Transmontanos            | Leonor Poeiras, Iva Domingues e Mónica Jardim                   |
| 22 de maio de 2016      | Tarouca - Festa das Flores                         | Nuno Eiró, Mónica Jardim e João Montez                          |
| 29 de maio de 2016      | Mortágua - Festa do Baixo Mondego                  | Fátima Lopes, Nuno Eiró e Marisa Cruz                           |
| 5 de junho de 2016      | Amarante - Festa do Junho                          | Mónica Jardim, Nuno Eiró e Marisa Cruz                          |
| 12 de junho de 2016     | Alvaiázere - Festa do Chícharo                     | Iva Domingues, Mónica Jardim e Olívia Ortiz                     |
| 19 de junho de 2016     | Arcos de Valdevez - Festa do Garrano               | Leonor Poeiras, Nuno Eiró e Marisa Cruz                         |
| 26 de junho de 2016     | Macedo de Cavaleiros - Festa de São Pedro          | Mónica Jardim, Nuno Eiró e Marta Cardoso                        |
| 3 de julho de 2016      | Vila Franca de Xira - Festa do Colete Encarnado    | Isabel Silva, Nuno Eiró e Marta Cardoso                         |
| 10 de julho de 2016     | Vila Real - Festa da Família                       | Nuno Eiró, Mónica Jardim e João Montez                          |
| 17 de julho de 2016     | Sertã - Festa do Maranho                           | Leonor Poeiras, Iva Domingues e Marisa Cruz                     |
| 24 de julho de 2016     | Albufeira - Festa Zoomarine                        | Cristina Ferreira, Nuno Eiró e Ruben Rua                        |
| 31 de julho de 2016     | Cantanhede - EXPOFACIC                             | Leonor Poeiras, Nuno Eiró e Mónica Jardim                       |
| 7 de agosto de 2016     | Oliveira do Hospital - Festa do Emigrante          | Iva Domingues, Nuno Eiró e Marisa Cruz                          |
| 14 de agosto de 2016    | Viana do Castelo - Festas da Senhora da Agonia     | Leonor Poeiras, Manuel Luís Goucha, Nuno Eiró e Bruno Cabrerizo |
| 21 de agosto de 2016    | Vila Flor - Festa dos Sabores                      | Fátima Lopes, Nuno Eiró, Leonor Poeiras e Mónica Jardim         |
| 28 de agosto de 2016    | Lamego - Festa de Nossa Sr.ª dos Remédios          | Cristina Ferreira, Ruben Rua e João Montez                      |
| 4 de setembro de 2016   | Santiago do Cacém - Festa da Nossa Sr.ª do Monte   | Iva Domingues, Nuno Eiró e Mónica Jardim                        |
| 11 de setembro de 2016  | Vila Nova de Poiares - Festa das Artes e Paladares | Iva Domingues, Nuno Eiró e Mónica Jardim                        |
| 18 de setembro de 2016  | Moimenta da Beira - Festa da Maçã                  | Leonor Poeiras, João Montez e Marisa Cruz                       |
| 25 de setembro de 2016  | Elvas - Feira de São Mateus                        | Leonor Poeiras, Nuno Eiró e Mónica Jardim                       |
| 2 de outubro de 2016    | Vieira do Minho - Festa Feira da Ladra             | Iva Domingues, Nuno Eiró e Marisa Cruz                          |
| 9 de outubro de 2016    | Vila Verde - Festa das Colheitas                   | Mónica Jardim, Nuno Eiró e João Montez                          |
| 16 de outubro de 2016   | Felgueiras - Festa Romana                          | Marisa Cruz, Nuno Eiró e Mónica Jardim                          |
| 23 de outubro de 2016   | Barcelos - Festa do Galo                           | Leonor Poeiras, Nuno Eiró e Marisa Cruz                         |
| 30 de outubro de 2016   | Ourém - Festa de Santa Iria                        | Leonor Poeiras, Iva Domingues e Mónica Jardim                   |
| 6 de novembro de 2016   | Mangualde - Festa/Feira dos Santos                 | Iva Domingues, Nuno Eiró e Mónica Jardim                        |
| 13 de novembro de 2016  | Penafiel - Festa de São Martinho                   | Leonor Poeiras, Nuno Eiró e Mónica Jardim                       |
| 20 de novembro de 2016  | Arruda dos Vinhos - Festa da Vinha e do Vinho      | Marisa Cruz, Nuno Eiró e Mónica Jardim                          |
| 27 de novembro de 2016  | Celorico de Basto - Festa de Santa Catarina        | Leonor Poeiras, Iva Domingues e João Montez                     |
| 4 de dezembro de 2016   | Vila Real - Festa Transmontana                     | Leonor Poeiras, Marisa Cruz e Mónica Jardim                     |
| 11 de dezembro de 2016  | Lisboa - Festa na Wonderland (Parque Eduardo VII)  | Iva Domingues, Nuno Eiró e Mónica Jardim                        |
| 18 de dezembro de 2016  | Pampilhosa da Serra - Festa do Natal Serrano       | Leonor Poeiras, Marisa Cruz e Mónica Jardim                     |
| 31 de dezembro de 2016  | Arcos de Valdevez - Festa de Fim de Ano            | Leonor Poeiras, Marisa Cruz, Olívia Ortiz e João Montez         |

## 2017
| Data                    | Localidade/ Festa                                           | Apresentadores                                                            |
| ----------------------- | ----------------------------------------------------------- | ------------------------------------------------------------------------- |
| 8 de janeiro de 2017    | Valença - Festa dos Reis                                    | Iva Domingues, Ruben Rua e Marisa Cruz                                    |
| 15 de janeiro de 2017   | Boticas - Festa Barrosã                                     | Iva Domingues, Pedro Teixeira e Mónica Jardim                             |
| 22 de janeiro de 2017   | Carregal do Sal - Festa dos Sabores e Saberes               | Isabel Silva, João Montez e Mónica Jardim                                 |
| 29 de janeiro de 2017   | Ansião - Festa dos Pinhões                                  | Leonor Poeiras, Bruno Cabrerizo e Mónica Jardim                           |
| 5 de fevereiro de 2017  | Termas de Monfortinho (Idanha-a-Nova) - Festa Beirã         | Iva Domingues, João Montez e Marisa Cruz                                  |
| 12 de fevereiro de 2017 | Vinhais - Festa do Fumeiro                                  | Leonor Poeiras, Pedro Teixeira e Mónica Jardim                            |
| 19 de fevereiro de 2017 | Celorico da Beira - Festa do Queijo                         | Iva Domingues, Ruben Rua e Mónica Jardim                                  |
| 26 de fevereiro de 2017 | Torres Vedras - Festa de Carnaval                           | Leonor Poeiras, Marisa Cruz, Mónica Jardim e Santiago Lagoá               |
| 5 de março de 2017      | Mirandela - Festa da Princesa do Tua                        | Leonor Poeiras, Pedro Teixeira e João Montez                              |
| 12 de março de 2017     | Oliveira do Hospital - Festa do Queijo Serra da Estrela     | Ruben Rua, Marisa Cruz, Isabel Silva e Santiago Lagoá                     |
| 19 de março de 2017     | Celorico de Basto - Festa das Camélias                      | Iva Domingues, Marisa Cruz e Mónica Jardim                                |
| 26 de março de 2017     | Ourique - Festa do Porco Alentejano                         | Iva Domingues, Leonor Poeiras, Mónica Jardim e Santiago Lagoá             |
| 2 de abril de 2017      | Portalegre - Festa da Doçaria Conventual                    | Iva Domingues, João Montez e Mónica Jardim                                |
| 9 de abril de 2017      | Valpaços - Festa do Folar                                   | Mónica Jardim, Marisa Cruz e Santiago Lagoá                               |
| 16 de abril de 2017     | Nisa - Festa da Páscoa                                      | Leonor Poeiras, Pedro Teixeira e Mónica Jardim                            |
| 23 de abril de 2017     | Alter do Chão - Festa do Cavalo                             | Iva Domingues, Ruben Rua e Olívia Ortiz                                   |
| 30 de abril de 2017     | Melgaço - Festa dos Sabores                                 | Iva Domingues, Santiago Lagoá e Marisa Cruz                               |
| 7 de maio de 2017       | Leiria - Festa de Maio                                      | Iva Domingues, João Montez e Mónica Jardim                                |
| 14 de maio de 2017      | Garvão - Festa dos Tesouros Alentejanos                     | Iva Domingues, Ruben Rua e Mónica Jardim                                  |
| 21 de maio de 2017      | Tarouca - Festa do Sabugueiro em Flor                       | Leonor Poeiras, Pedro Teixeira e Marisa Cruz                              |
| 28 de maio de 2017      | Vila Real - Festa da Família                                | Leonor Poeiras, Marisa Cruz e Santiago Lagoá                              |
| 4 de junho de 2017      | Arcos de Valdevez - Festa da Montanha                       | Leonor Poeiras, Santiago Lagoá e Olívia Ortiz                             |
| 11 de junho de 2017     | Santarém - Festa do Ribatejo                                | Isabel Silva, Ruben Rua e Mónica Jardim                                   |
| 13 de Junho de 2017     | S. Domingos de Rana - Festa de Santo António                | Fátima Lopes, João Montez e Mónica Jardim                                 |
| 18 de junho de 2017     | Vila Pouca de Aguiar - Festa do Granito                     | Leonor Poeiras, Pedro Teixeira e Marisa Cruz                              |
| 24 de junho de 2017     | Guimarães - Festa Afonsina                                  | Fátima Lopes, Olívia Ortiz e Santiago Lagoá                               |
| 25 de junho de 2017     | Vila Franca de Xira - Festa da Lezíria                      | Leonor Poeiras, Pedro Teixeira e Marisa Cruz                              |
| 1 de julho de 2017      | Porto - Festival da Comida Continente                       | Cristina Ferreira, Mónica Jardim, Pedro Teixeira, Ruben Rua e João Montez |
| 2 de julho de 2017      | Porto - Festival da Comida Continente                       | Mónica Jardim, Leonor Poeiras, Marisa Cruz, Ruben Rua e João Montez       |
| 9 de julho de 2017      | Arronches - Festa Encantos do Alentejo                      | Iva Domingues, João Montez e Marisa Cruz                                  |
| 16 de julho de 2017     | Sertã - Festa do Maranho                                    | Iva Domingues, Ana Lúcia Matos e Ruben Rua                                |
| 23 de julho de 2017     | S. Teotónio (Odemira) - Festa Vicentina                     | Leonor Poeiras, Isabel Silva e Santiago Lagoá                             |
| 25 de julho de 2017     | Mira - Festa de S. Tomé                                     | Leonor Poeiras, Marisa Cruz e Santiago Lagoá                              |
| 30 de julho de 2017     | Cantanhede (EXPOFACIC) - Festa Gandaresa                    | Iva Domingues, João Montez e Mónica Jardim                                |
| 6 de agosto de 2017     | Cascais - Festa da Sardinha                                 | Leonor Poeiras, João Montez e Marisa Cruz                                 |
| 13 de agosto de 2017    | Trancoso - Festa de S. Bartolomeu                           | Leonor Poeiras, João Montez e Santiago Lagoá                              |
| 15 de agosto de 2017    | Pedras Salgadas (Vila Pouca de Aguiar) - Festa do Emigrante | Leonor Poeiras, João Montez e Santiago Lagoá                              |
| 20 de agosto de 2017    | S. Pedro do Sul - Festa Beirã                               | Marisa Cruz, Pedro Teixeira e Mónica Jardim                               |
| 27 de agosto de 2017    | Lamego - Festa de Nossa Sr.ª dos Remédios                   | Leonor Poeiras, Ruben Rua e Mónica Jardim                                 |
| 3 de setembro de 2017   | Cuba - Festa do Pão                                         | Mónica Jardim, Pedro Teixeira e Alice Alves                               |
| 10 de setembro de 2017  | Vila Nova de Poiares - Festa das Artes e Paladares          | Leonor Poeiras, Pedro Teixeira e Santiago Lagoá                           |
| 17 de setembro de 2017  | Ermesinde - Festa do Vale e da Serra                        | Marisa Cruz, João Montez e Mónica Jardim                                  |
| 24 de setembro de 2017  | Moimenta da Beira - Festa da Maçã                           | Leonor Poeiras, Ruben Rua e Isabel Silva                                  |
| 1 de outubro de 2017    | Vila Franca de Xira - Festa das Tradições                   | Isabel Silva, Ruben Rua e Olívia Ortiz                                    |
| 8 de outubro de 2017    | Vila Verde - Festa das Colheitas                            | Leonor Poeiras, João Montez e Marisa Cruz                                 |
| 15 de outubro de 2017   | Barcelos - Festa do Galo                                    | Marisa Cruz, Pedro Teixeira e Mónica Jardim                               |
| 22 de outubro de 2017   | Armamar - Festa da Maçã de Montanha                         | Leonor Poeiras, Alice Alves e Santiago Lagoá                              |
| 29 de outubro de 2017   | Proença-a-Nova - Festa da Tigelada e do Mel                 | Mónica Jardim, Isabel Silva e Olívia Ortiz                                |
| 5 de novembro de 2017   | Mangualde - Festa/Feira dos Santos                          | Leonor Poeiras, Marisa Cruz e Mónica Jardim                               |
| 12 de novembro de 2017  | Vinhais - Festa da Castanha                                 | Leonor Poeiras, Alice Alves e Santiago Lagoá                              |
| 19 de novembro de 2017  | Arruda dos Vinhos - Festa da Vinha e do Vinho               | Leonor Poeiras, João Montez e Isabel Silva                                |
| 26 de novembro de 2017  | Ervidel - Festa da Talha                                    | Isabel Silva, João Montez e Mónica Jardim                                 |
| 3 de dezembro de 2017   | Lisboa - Festa no Wonderland (Parque Eduardo VII)           | Leonor Poeiras, João Montez, Mónica Jardim e Adriano Toloza               |
| 10 de dezembro de 2017  | Vila Real - Festa Encantos de Natal                         | Isabel Silva, Marisa Cruz e Mónica Jardim                                 |
| 17 de dezembro de 2017  | Pampilhosa da Serra - Festa do Natal Serrano                | Leonor Poeiras, Ruben Rua e Isabel Silva                                  |
| 27 de dezembro de 2017  | Lisboa - Festa no Wonderland (Parque Eduardo VII)           | Iva Domingues, Isabel Silva, Mónica Jardim e Santiago Lagoá               |
| 31 de dezembro de 2017  | Arcos de Valdevez - Festa de Fim de Ano                     | Alice Alves, João Montez e Santiago Lagoá                                 |

## 2018
| Data                    | Localidade/ Festa                                         | Apresentadores                                                                               |
| ----------------------- | --------------------------------------------------------- | -------------------------------------------------------------------------------------------- |
| 7 de janeiro de 2018    | Penela - Festa do Presépio                                | Isabel Silva, Ruben Rua e Mónica Jardim                                                      |
| 14 de janeiro de 2018   | Boticas - Festa Barrosã                                   | Santiago Lagoá, Marisa Cruz e Olívia Ortiz                                                   |
| 21 de janeiro de 2018   | Carregal do Sal - Festa da Pinha e do Pinhão              | Isabel Silva, Alice Alves e Mónica Jardim                                                    |
| 28 de janeiro de 2018   | Ansião - Festa dos Pinhões                                | Leonor Poeiras, João Montez, Marisa Cruz e Adriano Toloza                                    |
| 4 de fevereiro de 2018  | Celorico da Beira - Festa do Queijo                       | Isabel Silva, Ruben Rua e Mónica Jardim                                                      |
| 11 de fevereiro de 2018 | Torres Vedras - Festa de Carnaval                         | Leonor Poeiras, Isabel Silva e Mónica Jardim                                                 |
| 18 de fevereiro de 2018 | Miranda do Douro - Festa Mirandesa                        | Alice Alves, João Montez e Marisa Cruz                                                       |
| 25 de fevereiro de 2018 | Figueira de Castelo Rodrigo - Festa da Amendoeira em Flôr | Leonor Poeiras, Santiago Lagoá e Olívia Ortiz                                                |
| 4 de março de 2018      | Monchique - Festa Algarvia                                | Isabel Silva, Ruben Rua e Mónica Jardim                                                      |
| 11 de março de 2018     | Oliveira do Hospital - Festa do Queijo Serra da Estrela   | Leonor Poeiras, Alice Alves e Santiago Lagoá                                                 |
| 18 de março de 2018     | Salvaterra de Magos - Festa da Rainha do Tejo             | Leonor Poeiras, João Montez e Mónica Jardim                                                  |
| 25 de março de 2018     | Valpaços - Festa do Folar                                 | Leonor Poeiras, Isabel Silva e Marisa Cruz                                                   |
| 1 de abril de 2018      | Nisa - Festa da Páscoa                                    | Alice Alves, João Montez e Mónica Jardim                                                     |
| 8 de abril de 2018      | Esposende (Quinta da Malafaia) - Festa Minhota            | Isabel Silva, Alice Alves e Santiago Lagoá                                                   |
| 15 de abril de 2018     | Portalegre - Festa dos Doces Conventuais                  | Leonor Poeiras, João Montez e Santiago Lagoá                                                 |
| 22 de abril de 2018     | Paços de Ferreira - Festa Capital do Móvel                | Leonor Poeiras, Ruben Rua e Mónica Jardim                                                    |
| 25 de abril de 2018     | Abrantes - Festa Sabores e Tradições                      | Leonor Poeiras, João Montez e Mónica Jardim                                                  |
| 29 de abril de 2018     | Odemira (Amoreiras-Gare) - Festa dos Tesouros do Alentejo | Isabel Silva, Marisa Cruz e Santiago Lagoá                                                   |
| 6 de maio de 2018       | Leiria - Festa de Maio                                    | Santiago Lagoá, Marisa Cruz e Mónica Jardim                                                  |
| 13 de maio de 2018      | S. Pedro do Sul (Manhouce) - Festa dos Paladares da Terra | Isabel Silva, João Montez, Mónica Jardim e Inês Gutierrez                                    |
| 20 de maio de 2018      | Tarouca - Festa do Sabugueiro em Flor                     | Leonor Poeiras, Alice Alves e João Montez                                                    |
| 27 de maio de 2018      | Vila Nova de Foz Côa - Festa do Vinho e dos Sabores       | Alice Alves, Marisa Cruz e Santiago Lagoá                                                    |
| 31 de maio de 2018      | Vila Real - Festa da Família                              | Isabel Silva, Alice Alves e Santiago Lagoá                                                   |
| 3 de junho de 2018      | Santarém - Festa do Ribatejo                              | Leonor Poeiras, Ruben Rua e Santiago Lagoá                                                   |
| 10 de junho de 2018     | Proença-a-Nova - Festa do Pinhal                          | Isabel Silva, Marisa Cruz e Mónica Jardim                                                    |
| 17 de junho de 2018     | Santa Cruz - Festa de Verão                               | Leonor Poeiras, Alice Alves e Mónica Jardim                                                  |
| 24 de junho de 2018     | Porto de Mós - Festa dos Santos Populares                 | Alice Alves, Marisa Cruz e João Montez                                                       |
| 1 de julho de 2018      | Sever do Vouga - Festa do Mirtilo                         | Leonor Poeiras, Iva Domingues e Santiago Lagoá                                               |
| 8 de julho de 2018      | Porto (Parque da Cidade) - Festival da Comida Continente  | Cristina Ferreira, Fátima Lopes, Leonor Poeiras, Pedro Teixeira, Mónica Jardim e João Montez |
| 15 de julho de 2018     | Arcos de Valdevez (Soajo) - Festa das Artes e dos Ofícios | Iva Domingues, Ruben Rua e Marisa Cruz                                                       |
| 22 de julho de 2018     | Albufeira - Festa no Zoomarine                            | Iva Domingues, Alice Alves, Mónica Jardim e Inês Gutierrez                                   |
| 29 de julho de 2018     | Cantanhede (EXPOFACIC) - Festa Gandaresa                  | Isabel Silva, Marisa Cruz e Santiago Lagoá                                                   |
| 5 de agosto de 2018     | Lisboa (Terreiro do Paço) - Festa World Bike Tour         | Iva Domingues, Ruben Rua e João Montez                                                       |
| 12 de agosto de 2018    | Pedras Salgadas (Vila Pouca de Aguiar) - Festa do Mel     | Leonor Poeiras, João Montez e Alice Alves                                                    |
| 15 de agosto de 2018    | Pampilhosa da Serra - Festa da Nossa Senhora do Pranto    | Leonor Poeiras, Marisa Cruz e Mónica Jardim                                                  |
| 19 de agosto de 2018    | Cabeceiras de Basto - Festa do Emigrante                  | Santiago Lagoá, Marisa Cruz e Mónica Jardim                                                  |
| 26 de agosto de 2018    | Vila Flor - Festa da Terra Flor                           | Mónica Jardim, Marisa Cruz e Inês Gutierrez                                                  |
| 2 de setembro de 2018   | Cuba - Festa do Pão                                       | Ruben Rua, Marisa Cruz, Santiago Lagoá                                                       |
| 9 de setembro de 2018   | Vila Nova de Poiares - Festa das Artes e Paladares        | Leonor Poeiras, Alice Alves e Mónica Jardim                                                  |
| 16 de setembro de 2018  | Moimenta da Beira - Festa da Maçã                         | Marisa Cruz, João Montez e Santiago Lagoá                                                    |
| 23 de setembro de 2018  | Castro Daire - Festa das Colheitas                        | Leonor Poeiras, Santiago Lagoá e Inês Gutierrez                                              |
| 30 de setembro de 2018  | Batalha - Festa do Mosteiro                               | Leonor Poeiras, João Montez e Mónica Jardim                                                  |
| 7 de outubro de 2018    | Alvaiázere - Festa do Chícharo                            | Alice Alves, João Montez e Mónica Jardim                                                     |
| 14 de outubro de 2018   | Barcelos - Festa do Galo                                  | Marisa Cruz, Santiago Lagoá e Olívia Ortiz                                                   |
| 21 de outubro de 2018   | Armamar - Festa da Maçã de Montanha                       | Alice Alves, João Montez e Inês Gutierrez                                                    |
| 28 de outubro de 2018   | Ourém - Festa de Santa Iria                               | Marisa Cruz, Ruben Rua e Mónica Jardim                                                       |
| 1 de novembro de 2018   | Alvito - Festa Coração do Alentejo                        | Alice Alves, Santiago Lagoá e Marisa Cruz                                                    |
| 4 de novembro de 2018   | Mangualde - Festa Feira dos Santos                        | Alice Alves, Santiago Lagoá e Inês Gutierrez                                                 |
| 11 de novembro de 2018  | Carrazedo de Montenegro - Festa de São Martinho           | Alice Alves, João Montez e Mónica Jardim                                                     |
| 18 de novembro de 2018  | Alcobaça - Festa dos Doces Conventuais                    | Leonor Poeiras, Ruben Rua e Olívia Ortiz                                                     |
| 25 de novembro de 2018  | Ervidel - Festa da Talha                                  | João Montez, Marisa Cruz e Mónica Jardim                                                     |
| 2 de dezembro de 2018   | Lisboa - Festa na Wonderland (Parque Eduardo VII)         | Leonor Poeiras, Ruben Rua, Mónica Jardim e Inês Gutierrez                                    |
| 9 de dezembro de 2018   | Penela - Festa do Presépio                                | Leonor Poeiras, Marisa Cruz e Inês Gutierrez                                                 |
| 16 de dezembro de 2018  | Pampilhosa da Serra - Festa do Natal Serrano              | Santiago Lagoá, Marisa Cruz e João Montez                                                    |
| 23 de dezembro de 2018  | Lisboa - Festa na Wonderland (Parque Eduardo VII)         | João Montez, Marisa Cruz, Olívia Ortiz e Santiago Lagoá                                      |
| 30 de dezembro de 2018  | Vila Real - Festa de Fim De Ano                           | Alice Alves, João Montez e Inês Gutierrez                                                    |
| 31 de dezembro de 2018  | Arcos de Valdevez - Festa de Fim de Ano                   | Alice Alves, Santiago Lagoá e Olívia Ortiz                                                   |

## 2019
| Data                    | Localidade/ Festa                                        | Apresentadores                                                            |
| ----------------------- | -------------------------------------------------------- | ------------------------------------------------------------------------- |
| 6 de janeiro de 2019    | Priscos - Festa dos Reis                                 | Ruben Rua, Marisa Cruz e Olívia Ortiz                                     |
| 13 de janeiro de 2019   | Boticas - Festa Barrosã                                  | Alice Alves, Santiago Lagoá e Inês Gutierrez                              |
| 20 de janeiro de 2019   | Carregal do Sal - Festa da Pinha e do Pinhão             | João Montez, Marisa Cruz e Santiago Lagoá                                 |
| 27 de janeiro de 2019   | Ansião - Festa dos Pinhões                               | Leonor Poeiras, Alice Alves e João Montez                                 |
| 3 de fevereiro de 2019  | Chaves - Festa dos Sabores                               | Santiago Lagoá, Marisa Cruz e Inês Gutierrez                              |
| 10 de fevereiro de 2019 | Castelo de Vide - Festa dos Caminheiros                  | Leonor Poeiras, Alice Alves e Mónica Jardim                               |
| 17 de fevereiro de 2019 | Miranda do Douro - Festa Mirandesa                       | João Montez, Marisa Cruz e Inês Gutierrez                                 |
| 24 de fevereiro de 2019 | Celorico da Beira - Festa do Queijo                      | Alice Alves, Santiago Lagoá e João Montez                                 |
| 3 de março de 2019      | Torres Vedras - Festa de Carnaval                        | Mónica Jardim, Santiago Lagoá, Olívia Ortiz e Isabel Figueira             |
| 10 de março de 2019     | Mirandela - Festa da Princesa do Tua                     | Santiago Lagoá, Marisa Cruz e Inês Gutierrez                              |
| 17 de março de 2019     | Oliveira do Hospital - Festa do Queijo Serra da Estrela  | Alice Alves, Ruben Rua e Mónica Jardim                                    |
| 24 de março de 2019     | Ourique - Festa do Porco Alentejano                      | João Montez, Marisa Cruz, Mónica Jardim e Flávio Furtado                  |
| 31 de março de 2019     | Monção (Pias) - Festa do Cordeiro                        | João Montez, Alice Alves e Inês Gutierrez                                 |
| 7 de abril de 2019      | Proença-a-Nova - Festa dos Sabores                       | Marisa Cruz, Santiago Lagoá e Mónica Jardim                               |
| 14 de abril de 2019     | Valpaços - Festa do Folar                                | Isabel Silva, Alice Alves, Isabel Figueira e Inês Gutierrez               |
| 21 de abril de 2019     | Vidigueira - Festa da Páscoa                             | Alice Alves, Ruben Rua, Isabel Figueira e João Montez                     |
| 25 de abril de 2019     | Abrantes - Festa Sabores e Tradições                     | João Montez, Marisa Cruz e Mónica Jardim                                  |
| 28 de abril de 2019     | Miranda do Corvo - Festa da Chanfana                     | Santiago Lagoá, Marisa Cruz e Inês Gutierrez                              |
| 1 de maio de 2019       | Esposende (Quinta da Malafaia) - Festa Minhota           | Alice Alves, Marisa Cruz e Inês Gutierrez                                 |
| 5 de maio de 2019       | Bragança - Festa das Cantarinhas                         | Alice Alves, Santiago Lagoá e Isabel Figueira                             |
| 12 de maio de 2019      | Garvão - Festa dos Tesouros Alentejanos                  | Isabel Silva, João Montez e Mónica Jardim                                 |
| 19 de maio de 2019      | Vila Nova de Foz Côa - Festa do Vinho e dos Sabores      | Isabel Silva, João Montez e Mónica Jardim                                 |
| 26 de maio de 2019      | Golegã - Festa da Arte Equestre                          | Santiago Lagoá, Marisa Cruz, Inês Gutierrez e Flávio Furtado              |
| 2 de junho de 2019      | Vila Real - Festa da Família                             | Santiago Lagoá, Marisa Cruz e Flávio Furtado                              |
| 9 de junho de 2019      | Santarém - Festa do Ribatejo                             | Leonor Poeiras, Isabel Figueira e Alice Alves                             |
| 16 de junho de 2019     | Braga - Festa de São João                                | João Montez, Marisa Cruz e Inês Gutierrez                                 |
| 20 de junho de 2019     | Santa Cruz - Festa de Verão                              | Alice Alves, João Montez e Isabel Figueira                                |
| 23 de junho de 2019     | Anadia - Festa da Vinha e do Vinho                       | Isabel Silva, João Montez e Mónica Jardim                                 |
| 30 de junho de 2019     | Porto de Mós - Festa de São Pedro                        | Leonor Poeiras, Marisa Cruz e Mónica Jardim                               |
| 6 de julho de 2019      | Porto (Parque da Cidade) - Festival da Comida Continente | Maria C. Gomes, João Montez, Mónica Jardim, Santiago Lagoá e Isabel Silva |
| 7 de julho de 2019      | Porto (Parque da Cidade) - Festival da Comida Continente | Fátima Lopes, Ruben Rua, Mónica Jardim e Isabel Silva                     |
| 14 de julho de 2019     | Soajo - Festa das Artes e Ofícios                        | Santiago Lagoá, Isabel Figueira e Inês Gutierrez                          |
| 21 de julho de 2019     | Albufeira - Festa no Zoomarine                           | Marisa Cruz, Alice Alves e Mónica Jardim                                  |
| 28 de julho de 2019     | Cantanhede (EXPOFACIC) - Festa Gandaresa                 | João Montez, Marisa Cruz e Inês Gutierrez                                 |
| 4 de agosto de 2019     | Caldas da Rainha (EXPOTUR) - Festa Sabores do Oeste      | Alice Alves, Marisa Cruz e Santiago Lagoá                                 |
| 11 de agosto de 2019    | Cabeceiras de Basto - Festa do Emigrante                 | João Montez, Isabel Figueira e Inês Gutierrez                             |
| 15 de agosto de 2019    | Viana do Castelo - Festa Nossa Senhora da Agonia         | Santiago Lagoá, Isabel Figueira e Inês Gutierrez                          |
| 18 de agosto de 2019    | Trofa - Festa Nossa Senhora das Dores                    | Leonor Poeiras, Inês Gutierrez e Mónica Jardim                            |
| 25 de agosto de 2019    | Vila Flor - Festa da Terra Flor                          | Leonor Poeiras, Marisa Cruz e Mónica Jardim                               |
| 1 de setembro de 2019   | São João da Pesqueira - Festa Pombalina                  | Isabel Silva, Marisa Cruz e Mónica Jardim                                 |
| 8 de setembro de 2019   | Ermesinde - Festa do Vale e da Serra                     | Leonor Poeiras, Inês Gutierrez e Mónica Jardim                            |
| 15 de setembro de 2019  | Moimenta da Beira - Festa da Maçã                        | Santiago Lagoá, Inês Gutierrez e Marisa Cruz                              |
| 22 de setembro de 2019  | Castro Daire - Festa das Colheitas                       | Leonor Poeiras, João Montez e Isabel Figueira                             |
| 29 de setembro de 2019  | Batalha - Festa do Mosteiro                              | João Montez, Isabel Figueira e Alice Alves                                |
| 6 de outubro de 2019    | Torres Novas - Festa dos Frutos Secos                    | Isabel Silva, Alice Alves e Mónica Jardim                                 |
| 13 de outubro de 2019   | Barcelos - Festa do Galo                                 | João Montez, Marisa Cruz e Mónica Jardim                                  |
| 20 de outubro de 2019   | Castro Verde - Festa Feira de Castro                     | Leonor Poeiras, Ruben Rua e Inês Gutierrez                                |
| 27 de outubro de 2019   | Abrantes - Festa da Doçaria Tradicional                  | Leonor Poeiras, Marisa Cruz e Inês Gutierrez                              |
| 3 de novembro de 2019   | Mangualde - Festa Feira dos Santos                       | Ruben Rua, Isabel Figueira e Inês Gutierrez                               |
| 10 de novembro de 2019  | Carrazedo de Montenegro - Festa de São Martinho          | Santiago Lagoá, Inês Gutierrez e Isabel Figueira                          |
| 17 de novembro de 2019  | Alcobaça - Festa do Doces Conventuais                    | Leonor Poeiras, Alice Alves e Marisa Cruz                                 |
| 24 de novembro de 2019  | Ervidel - Festa da Talha                                 | Isabel Silva, Marisa Cruz e Santiago Lagoá                                |
| 1 de dezembro de 2019   | Lisboa (Parque Eduardo VII) - Festa no Wonderland        | Leonor Poeiras, Ruben Rua, Isabel Silva e Inês Gutierrez                  |
| 8 de dezembro de 2019   | Vizela - Festa na Cidade Natal                           | Alice Alves, Marisa Cruz e Santiago Lagoá                                 |
| 15 de dezembro de 2019  | São Pedro do Sul - Festa da Floresta Encantada           | Santiago Lagoá, Inês Gutierrez e Isabel Figueira                          |
| 22 de dezembro de 2019  | Lisboa (Parque Eduardo VII) - Festa no Wonderland        | Alice Alves, Leonor Poeiras, Marisa Cruz e Isabel Figueira                |
| 29 de dezembro de 2019  | Paderne - Festa Medieval                                 | Santiago Lagoá, Isabel Figueira e Inês Gutierrez                          |
| 31 de dezembro de 2019  | Albufeira - Festa de Fim de Ano                          | João Montez, Marisa Cruz e Isabel Silva                                   |

## 2020
| 5 de janeiro de 2020                                                        | Priscos - Festa dos Reis                                                 | Isabel Silva, Ruben Rua e Marisa Cruz                                    |                                                                          |                                                                          |                                                                          |                                                                          |
| 12 de janeiro de 2020                                                       | Boticas - Festa Barrosã                                                  | Santiago Lagoá, Isabel Figueira e Inês Gutierrez                         |                                                                          |                                                                          |                                                                          |                                                                          |
| 18 de janeiro de 2020                                                       | Vila Pouca de Aguiar - Festa das Janeiras                                | João Montez, Isabel Silva e Inês Gutierrez                               |                                                                          |                                                                          |                                                                          |                                                                          |
| 19 de janeiro de 2020                                                       | Carregal do Sal - Festa da Pinha e do Pinhão                             | Isabel Silva, Marisa Cruz e Santiago Lagoá                               |                                                                          |                                                                          |                                                                          |                                                                          |
| 25 de janeiro de 2020                                                       | Terrugem - Festa Saloia                                                  | Marisa Cruz, João Montez e Alice Alves                                   |                                                                          |                                                                          |                                                                          |                                                                          |
| 26 de janeiro de 2020                                                       | Ansião - Festa dos Pinhões                                               | Isabel Silva, Isabel Figueira e Santiago Lagoá                           |                                                                          |                                                                          |                                                                          |                                                                          |
| 1 de fevereiro de 2020                                                      | Vilar Formoso - Festa da Raia                                            | Isabel Silva, Marisa Cruz e Santiago Lagoá                               |                                                                          |                                                                          |                                                                          |                                                                          |
| 2 de fevereiro de 2020                                                      | Castelo de Vide - Festa dos Caminheiros                                  | Isabel Silva, Ruben Rua e Mónica Jardim                                  |                                                                          |                                                                          |                                                                          |                                                                          |
| 8 de fevereiro de 2020                                                      | Vinhais - Festa do Fumeiro                                               | João Montez, Alice Alves e Mónica Jardim                                 |                                                                          |                                                                          |                                                                          |                                                                          |
| 9 de fevereiro de 2020                                                      | Penalva do Castelo - Festa do Pastor e do Queijo                         | Isabel Silva, Marisa Cruz e João Montez                                  |                                                                          |                                                                          |                                                                          |                                                                          |
| 15 de fevereiro de 2020                                                     | Ponte de Lima - Festa do Mundo Rural                                     | Alice Alves, João Montez e Mónica Jardim                                 |                                                                          |                                                                          |                                                                          |                                                                          |
| 16 de fevereiro de 2020                                                     | Miranda do Douro - Festa Mirandesa                                       | Isabel Silva, João Montez e Santiago Lagoá                               |                                                                          |                                                                          |                                                                          |                                                                          |
| 22 de fevereiro de 2020                                                     | Proença-a-Velha - Festa dos Sabores                                      | Alice Alves, Isabel Figueira e Santiago Lagoá                            |                                                                          |                                                                          |                                                                          |                                                                          |
| 23 de fevereiro de 2020                                                     | Torres Vedras - Festa de Carnaval                                        | João Montez, Marisa Cruz e Mónica Jardim                                 |                                                                          |                                                                          |                                                                          |                                                                          |
| 25 de fevereiro de 2020                                                     | Sesimbra - Festa de Carnaval                                             | Alice Alves, Isabel Silva e Mónica Jardim                                |                                                                          |                                                                          |                                                                          |                                                                          |
| 29 de fevereiro de 2020                                                     | Agualva-Cacém - Festa do Chocolate                                       | João Montez, Marisa Cruz e Mónica Jardim                                 |                                                                          |                                                                          |                                                                          |                                                                          |
| 1 de março de 2020                                                          | Celorico da Beira - Festa do Queijo                                      | Isabel Silva, Ruben Rua e Isabel Figueira                                |                                                                          |                                                                          |                                                                          |                                                                          |
| 7 de março de 2020                                                          | Rio Maior - Festa das Tasquinhas                                         | João Montez, Marisa Cruz e Mónica Jardim                                 |                                                                          |                                                                          |                                                                          |                                                                          |
| 8 de março de 2020                                                          | Mirandela - Festa da Alheira                                             | Alice Alves, Isabel Figueira e Santiago Lagoá                            |                                                                          |                                                                          |                                                                          |                                                                          |
| Interrupção Pandemia de COVID-19 (15 de março de 2020 - 10 de maio de 2020) |                                                                          |                                                                          |                                                                          |                                                                          |                                                                          |                                                                          |
| Somos Portugal, Sempre (17 de maio de 2020 - 21 de junho de 2020)           |                                                                          |                                                                          |                                                                          |                                                                          |                                                                          |                                                                          |
| Somos Portugal Especial (28 de junho de 2020 - 30 de agosto de 2020)        |                                                                          |                                                                          |                                                                          |                                                                          |                                                                          |                                                                          |
| 6 de setembro de 2020                                                       | Viana do Castelo (Santoinho)                                             | Iva Domingues, Santiago Lagoá, Mónica Jardim e Maria C. Gomes            |                                                                          |                                                                          |                                                                          |                                                                          |
| 13 de setembro de 2020                                                      | Braga                                                                    | Iva Domingues, Maria C. Gomes, Maria B. Moniz e Isabel Silva             |                                                                          |                                                                          |                                                                          |                                                                          |
| 20 de setembro de 2020                                                      | Vizela                                                                   | Iva Domingues, Santiago Lagoá, Maria C. Gomes e Isabel Figueira          |                                                                          |                                                                          |                                                                          |                                                                          |
| 27 de setembro de 2020                                                      | Vieira do Minho                                                          | Iva Domingues, Cláudio Ramos, Maria B. Moniz e Mónica Jardim             |                                                                          |                                                                          |                                                                          |                                                                          |
| 4 de outubro de 2020                                                        | Palmela Setúbal                                                          | Iva Domingues, Rita Pereira, Santiago Lagoá e Isabel Silva               |                                                                          |                                                                          |                                                                          |                                                                          |
| 11 de outubro de 2020                                                       | Estúdios TVI - Há Festa na Aldeia                                        | Iva Domingues, Cláudio Ramos, Maria C. Gomes e Mónica Jardim             |                                                                          |                                                                          |                                                                          |                                                                          |
| 18 de outubro de 2020                                                       | Estúdios TVI - Especial Quer o Destino                                   | Iva Domingues, Pedro Teixeira, Isabel Silva e Marco Horácio              |                                                                          |                                                                          |                                                                          |                                                                          |
| 25 de outubro de 2020                                                       | Estúdios TVI - Especial Bem me Quer                                      | Iva Domingues, Cláudio Ramos, Maria C. Gomes e Santiago Lagoá            |                                                                          |                                                                          |                                                                          |                                                                          |
| 1 de novembro de 2020                                                       | Estúdios TVI - Festa do Magusto                                          | Iva Domingues, Cláudio Ramos e Mónica Jardim                             |                                                                          |                                                                          |                                                                          |                                                                          |
| 8 de novembro de 2020                                                       | Estúdios TVI - Festival de Sabores de Vila Franca de Xira                | Maria C. Gomes, Cláudio Ramos, Isabel Figueira e Santiago Lagoá          |                                                                          |                                                                          |                                                                          |                                                                          |
| 15 de novembro de 2020                                                      | Estúdios TVI - Festa do Emigrante                                        | Iva Domingues, Santiago Lagoá, Cláudio Ramos e Mónica Jardim             |                                                                          |                                                                          |                                                                          |                                                                          |
| 22 de novembro de 2020                                                      | Estúdios TVI - Vamos à Feira de Odivelas                                 | Iva Domingues, Cláudio Ramos, Isabel Silva e Maria C. Gomes              |                                                                          |                                                                          |                                                                          |                                                                          |
| 29 de novembro de 2020                                                      | Estúdios TVI - Unidos à Mesa                                             | Iva Domingues, Mónica Jardim e Rita Pereira                              |                                                                          |                                                                          |                                                                          |                                                                          |
| 6 de dezembro de 2020                                                       | Emissão cancelada por respeito à trágica morte da artista Sara Carreira. | Emissão cancelada por respeito à trágica morte da artista Sara Carreira. | Emissão cancelada por respeito à trágica morte da artista Sara Carreira. | Emissão cancelada por respeito à trágica morte da artista Sara Carreira. | Emissão cancelada por respeito à trágica morte da artista Sara Carreira. | Emissão cancelada por respeito à trágica morte da artista Sara Carreira. |
| 13 de dezembro de 2020                                                      | Estúdios TVI - Parte de Nós                                              | Iva Domingues, Maria C. Gomes e Ruben Rua                                |                                                                          |                                                                          |                                                                          |                                                                          |
| 20 de dezembro de 2020                                                      | Estúdios TVI - Wonderland por Lisboa                                     | Maria C. Gomes, Cláudio Ramos, Mónica Jardim e Santiago Lagoá            |                                                                          |                                                                          |                                                                          |                                                                          |
| 27 de dezembro de 2020                                                      | Estúdios TVI - Adeus 2020                                                | Iva Domingues, Mónica Jardim e Santiago Lagoá                            |                                                                          |                                                                          |                                                                          |                                                                          |

### Somos Portugal, Sempre
| Data                | Localidades - Apresentadores                                    |
| ------------------- | --------------------------------------------------------------- |
| 17 de maio de 2020  | Viana do Castelo - Isabel Silva                                 |
| 17 de maio de 2020  | Batalha - Marisa Cruz                                           |
| 17 de maio de 2020  | Ermesinde - Mónica Jardim                                       |
| 24 de maio de 2020  | Lamego - Isabel Figueira, Isabel Silva e Mónica Jardim          |
| 30 de maio de 2020  | Vila Real - Isabel Silva, João Montez e Mónica Jardim           |
| 31 de maio de 2020  | Amarante - Alice Alves, Isabel Silva e Mónica Jardim            |
| 6 de junho de 2020  | Vila Franca de Xira - Isabel Silva, João Montez e Mónica Jardim |
| 7 de junho de 2020  | Portalegre - Alice Alves, Isabel Silva e Mónica Jardim          |
| 13 de junho de 2020 | Cascais - Isabel Silva                                          |
| 13 de junho de 2020 | Lisboa - João Montez e Mónica Jardim                            |
| 14 de junho de 2020 | Caldas da Rainha - Alice Alves, Isabel Silva e Mónica Jardim    |
| 21 de junho de 2020 | Oliveira do Hospital - Mónica Jardim                            |
| 21 de junho de 2020 | Bobadela - Alice Alves                                          |
| 21 de junho de 2020 | Avô - Isabel Silva                                              |

- De 14 de março a 17 de maio de 2020, o programa esteve suspenso devido à pandemia de Covid-19.[3] [4] [5]
- De 17 de maio a 21 de junho de 2020 o programa regressou para uma operação especial com momentos de arquivo e entrevistas em direto a partir das terras onde as Festas e Romarias fazem parte da vida da comunidade.[6]

### Somos Portugal Especial
| Data da emissão      | Localidade homenageada                                    | Apresentadores                                                           |
| -------------------- | --------------------------------------------------------- | ------------------------------------------------------------------------ |
| 28 de junho de 2020  | Estúdios TVI - Homenagem a várias localidades portuguesas | Fátima Lopes, Mónica Jardim, Isabel Silva e Alice Alves                  |
| 28 de junho de 2020  | Trio elétrico em Vila Nova de Gaia                        | Rita Pereira                                                             |
| 28 de junho de 2020  | Helicóptero em vários pontos do país                      | Maria Cerqueira Gomes                                                    |
| 5 de julho de 2020   | Estúdios TVI                                              | Isabel Silva, Mónica Jardim e Alice Alves                                |
| 5 de julho de 2020   | Vila Verde                                                | Rita Pereira                                                             |
| 12 de julho de 2020  | Estúdios TVI                                              | Isabel Silva, Mónica Jardim, Alice Alves e Pedro Teixeira                |
| 12 de julho de 2020  | Santarém                                                  | Rita Pereira                                                             |
| 19 de julho de 2020  | Estúdios TVI                                              | Isabel Silva, Mónica Jardim, Alice Alves e Carlos Ribeiro                |
| 19 de julho de 2020  | Arcos de Valdevez                                         | Isabel Figueira                                                          |
| 26 de julho de 2020  | Estúdios TVI                                              | Isabel Silva, Mónica Jardim, Alice Alves e Carlos Ribeiro                |
| 26 de julho de 2020  | Oeiras                                                    | Rita Pereira                                                             |
| 2 de agosto de 2020  | Zoomarine                                                 | Isabel Silva, Mónica Jardim, Carlos Ribeiro e Pedro Teixeira             |
| 2 de agosto de 2020  | Albufeira                                                 | Rita Pereira                                                             |
| 9 de agosto de 2020  | Estúdios TVI                                              | Isabel Silva, Mónica Jardim, Alice Alves, Carlos Ribeiro e Marco Horácio |
| 9 de agosto de 2020  | Cabeceiras de Basto                                       | Rita Pereira                                                             |
| 16 de agosto de 2020 | Estúdios TVI                                              | Isabel Silva, Mónica Jardim, Alice Alves, Carlos Ribeiro e Marco Horácio |
| 16 de agosto de 2020 | Setúbal                                                   | Rita Pereira                                                             |
| 23 de agosto de 2020 | Estúdios TVI                                              | Isabel Silva, Carlos Ribeiro, Alice Alves e Marco Horácio                |
| 23 de agosto de 2020 | Porto de Mós                                              | Isabel Figueira                                                          |
| 30 de agosto de 2020 | Estúdios TVI                                              | Isabel Silva, Mónica Jardim, Alice Alves e Carlos Ribeiro                |
| 30 de agosto de 2020 | São João da Pesqueira                                     | Rita Pereira                                                             |

- A partir do dia 28 de junho de 2020, o programa volta às emissões em direto com adaptações devido à situação de Pandemia de Covid-19 em que as atuações musicais são feitas a partir de um palco montado no exterior dos estúdios da TVI em Queluz de Baixo e no qual é também montada uma feira improvisada dedicada a uma localidade do país. Essa localidade é ainda contemplada com atuações musicais num trio elétrico que percorre as ruas da mesma. As emissões do programa são denominadas, "Somos Portugal Especial".

- No dia 30 de agosto de 2020, no final da emissão é anunciado que o programa a partir do dia 6 de setembro será alvo de uma renovação que é apresentada nesse dia.[7]

## 2021
| 3 de janeiro de 2021    | Estúdios TVI - Dia de Reis                           | Maria C. Gomes, Ruben Rua, Santiago Lagoá, Isabel Silva e Ruben Vieira                                      |               |               |               |               |
| 10 de janeiro de 2021   | Estúdios TVI - Maravilhas do nosso país              | Isabel Silva, Mónica Jardim, Ruben Vieira, Nuno Eiró e Santiago Lagoá                                       |               |               |               |               |
| 17 de janeiro de 2021   | Estúdios TVI - 10° Aniversário                       | Maria C. Gomes, Ruben Vieira, Santiago Lagoá e Mónica Jardim                                                |               |               |               |               |
| 24 de janeiro de 2021   | Estúdios TVI - Um País de Talentos                   | Mónica Jardim, Ruben Vieira, Isabel Silva e João Montez                                                     |               |               |               |               |
| 31 de janeiro de 2021   | Estúdios TVI - Heróis Nacionais                      | Mónica Jardim, Ruben Vieira, Santiago Lagoá e Rita Pereira                                                  |               |               |               |               |
| 7 de fevereiro de 2021  | Estúdios TVI - Artistas Populares                    | Nuno Eiró, Marisa Cruz, Maria B. Moniz e Maria C. Gomes                                                     |               |               |               |               |
| 14 de fevereiro de 2021 | Estúdios TVI - Carnaval                              | Mónica Jardim, Ruben Vieira, Santiago Lagoá e Isabel Figueira                                               |               |               |               |               |
| 21 de fevereiro de 2021 | Estúdios TVI - Volta ao Mundo                        | Mónica Jardim, Ruben Rua, Santiago Lagoá e Alice Alves                                                      |               |               |               |               |
| 28 de fevereiro de 2021 | Estúdios TVI - Aldeias de Portugal                   | Iva Domingues, Santiago Lagoá, Marisa Cruz e Isabel Figueira                                                |               |               |               |               |
| 7 de março de 2021      | Estúdios TVI - Temos Talento                         | Maria C. Gomes, Nuno Eiró, Santiago Lagoá, Ruben Rua e Ruben Vieira                                         |               |               |               |               |
| 14 de março de 2021     | Estúdios TVI - Animais de Companhia                  | Iva Domingues, Ruben Vieira, Marisa Cruz, Mónica Jardim e Santiago Lagoá                                    |               |               |               |               |
| 21 de março de 2021     | Estúdios TVI - Viva a Primavera!                     | Mónica Jardim, Santiago Lagoá, Ruben Vieira, Fanny Rodrigues, Ana Arrebentinha e José Lopes                 |               |               |               |               |
| 28 de março de 2021     | Estúdios TVI - Festival do Pão-de-Ló de Felgueiras   | Mónica Jardim, Santiago Lagoá, José Lopes, Fanny Rodrigues e Ana Arrebentinha                               |               |               |               |               |
| 4 de abril de 2021      | Somos Família                                        | Somos Família                                                                                               | Somos Família | Somos Família | Somos Família | Somos Família |
| 11 de abril de 2021     | Estúdios TVI - Festa Alentejana (Almodôvar)          | Mónica Jardim, Santiago Lagoá, Ruben Vieira, Fanny Rodrigues, Ana Arrebentinha e José Lopes                 |               |               |               |               |
| 18 de abril de 2021     | Estúdios TVI - Festa Algarvia (Silves)               | Mónica Jardim, Santiago Lagoá, Ruben Vieira, Fanny Rodrigues, Ana Arrebentinha e José Lopes                 |               |               |               |               |
| 25 de abril de 2021     | Estúdios TVI - Festa da Liberdade (Odemira)          | Mónica Jardim, José Lopes, Fanny Rodrigues e Ana Arrebentinha                                               |               |               |               |               |
| 25 de abril de 2021     | Pontinha - Festa da Liberdade                        | Santiago Lagoá e Ruben Vieira                                                                               |               |               |               |               |
| 2 de maio de 2021       | Estúdios TVI - Dia da Mãe                            | Mónica Jardim, Santiago Lagoá, Ana Arrebentinha e José Lopes                                                |               |               |               |               |
| 2 de maio de 2021       | Alcácer do Sal                                       | Ruben Vieira e Fanny Rodrigues                                                                              |               |               |               |               |
| 9 de maio de 2021       | Estúdios TVI - Maravilhas do nosso país              | Mónica Jardim, Nuno Eiró, Santiago Lagoá, Ruben Vieira, Fanny Rodrigues, Ana Arrebentinha e José Lopes      |               |               |               |               |
| 16 de maio de 2021      | Estúdios TVI - Miúdos em Grande                      | Mónica Jardim, Santiago Lagoá, Ana Arrebentinha e José Lopes                                                |               |               |               |               |
| 16 de maio de 2021      | Costa da Caparica                                    | Ruben Vieira e Fanny Rodrigues                                                                              |               |               |               |               |
| 23 de maio de 2021      | Estúdios TVI - Especial Toy                          | Mónica Jardim, Santiago Lagoá, Ruben Vieira, Fanny Rodrigues, Ana Arrebentinha e José Lopes                 |               |               |               |               |
| 30 de maio de 2021      | Estúdios TVI - Sabores e Tradições de Castelo Branco | Mónica Jardim, Santiago Lagoá, Ana Arrebentinha e José Lopes                                                |               |               |               |               |
| 30 de maio de 2021      | Castelo Branco                                       | Ruben Vieira e Fanny Rodrigues                                                                              |               |               |               |               |
| 6 de junho de 2021      | Estúdios TVI - Festa na Praia                        | Mónica Jardim, Santiago Lagoá, Ana Arrebentinha e José Lopes                                                |               |               |               |               |
| 6 de junho de 2021      | Oeiras                                               | Ruben Vieira e Fanny Rodrigues                                                                              |               |               |               |               |
| 13 de junho de 2021     | Estúdios TVI - Santos Populares                      | Mónica Jardim, João Montez, Santiago Lagoá, Isabel Figueira, Ruben Vieira e Fanny Rodrigues                 |               |               |               |               |
| 20 de junho de 2021     | Estúdios TVI - Festa Popular                         | Mónica Jardim, Isabel Figueira, Santiago Lagoá, João Montez e Fanny Rodrigues                               |               |               |               |               |
| 27 de junho de 2021     | Joga Portugal                                        | Joga Portugal                                                                                               | Joga Portugal | Joga Portugal | Joga Portugal | Joga Portugal |
| 4 de julho de 2021      | Mafra                                                | Mónica Jardim, Santiago Lagoá, João Montez, Isabel Figueira e Fanny Rodrigues                               |               |               |               |               |
| 11 de julho de 2021     | Porto de Mós                                         | Mónica Jardim, Santiago Lagoá, João Montez, Isabel Figueira e Fanny Rodrigues                               |               |               |               |               |
| 18 de julho de 2021     | Santa Cruz                                           | Mónica Jardim, Santiago Lagoá, João Montez, Isabel Figueira e Fanny Rodrigues                               |               |               |               |               |
| 25 de julho de 2021     | Arcos de Valdevez                                    | Mónica Jardim, Santiago Lagoá, João Montez, Isabel Figueira e Fanny Rodrigues                               |               |               |               |               |
| 1 de agosto de 2021     | Mortágua                                             | Isabel Figueira, Cláudio Ramos, Santiago Lagoá, João Montez e Fanny Rodrigues                               |               |               |               |               |
| 8 de agosto de 2021     | Seixal                                               | Mónica Jardim, Santiago Lagoá, João Montez, Isabel Figueira e Fanny Rodrigues                               |               |               |               |               |
| 15 de agosto de 2021    | Pinhão                                               | Mónica Jardim, Santiago Lagoá, João Montez, Isabel Figueira e Fanny Rodrigues                               |               |               |               |               |
| 22 de agosto de 2021    | Oliveira do Hospital                                 | Mónica Jardim, Santiago Lagoá, João Montez, Isabel Figueira e Fanny Rodrigues                               |               |               |               |               |
| 29 de agosto de 2021    | Valpaços                                             | Mónica Jardim, Santiago Lagoá, João Montez, Isabel Figueira, Ruben Vieira, Inês Gutierrez e Fanny Rodrigues |               |               |               |               |
| 5 de setembro de 2021   | Santiago do Cacém (Badoca Safari Park)               | Mónica Jardim, Santiago Lagoá, João Montez, Isabel Figueira, Ruben Vieira e Fanny Rodrigues                 |               |               |               |               |
| 12 de setembro de 2021  | Guimarães (Santuário da Penha)                       | Mónica Jardim, Santiago Lagoá, João Montez, Isabel Figueira, Ruben Vieira e Fanny Rodrigues                 |               |               |               |               |
| 19 de setembro de 2021  | Setúbal                                              | Mónica Jardim, Santiago Lagoá, João Montez, Isabel Figueira, Ruben Vieira e Fanny Rodrigues                 |               |               |               |               |
| 26 de setembro de 2021  | Benedita                                             | Mónica Jardim, Santiago Lagoá, João Montez, Isabel Figueira, Ruben Vieira e Fanny Rodrigues                 |               |               |               |               |
| 3 de outubro de 2021    | Torres Novas                                         | Mónica Jardim, Santiago Lagoá, João Montez, Isabel Figueira, Ruben Vieira e Fanny Rodrigues                 |               |               |               |               |
| 10 de outubro de 2021   | Oeiras                                               | Mónica Jardim, Santiago Lagoá, João Montez, Isabel Figueira, Ruben Vieira e Fanny Rodrigues                 |               |               |               |               |
| 17 de outubro de 2021   | Amadora                                              | Mónica Jardim, Santiago Lagoá, João Montez, Isabel Figueira, Ruben Vieira e Fanny Rodrigues                 |               |               |               |               |
| 24 de outubro de 2021   | Constância                                           | Mónica Jardim, Santiago Lagoá, João Montez, Isabel Figueira, Ruben Vieira e Fanny Rodrigues                 |               |               |               |               |
| 31 de outubro de 2021   | Ourém                                                | Mónica Jardim, Santiago Lagoá, João Montez, Ruben Vieira, Fanny Rodrigues e Rita Pereira                    |               |               |               |               |
| 7 de novembro de 2021   | Carrazedo de Montenegro - Festa da Castanha Júdia    | Mónica Jardim, Santiago Lagoá, Isabel Figueira, Ruben Vieira, Fanny Rodrigues e Sofia Grillo                |               |               |               |               |
| 14 de novembro de 2021  | Terras de Bouro                                      | Mónica Jardim, Santiago Lagoá, Fanny Rodrigues, Ruben Vieira e Rodrigo Paganelli                            |               |               |               |               |
| 21 de novembro de 2021  | Santarém - Festival Nacional de Gastronomia          | Mónica Jardim, Santiago Lagoá, Fanny Rodrigues, Ruben Vieira e Júlio Magalhães                              |               |               |               |               |
| 28 de novembro de 2021  | Loures                                               | Mónica Jardim, Santiago Lagoá, Fanny Rodrigues, Ruben Vieira e Pedro Teixeira                               |               |               |               |               |
| 5 de dezembro de 2021   | Lisboa - Wonderland Lisboa                           | Mónica Jardim, Santiago Lagoá, Fanny Rodrigues, Ruben Vieira e Eduardo Madeira                              |               |               |               |               |
| 12 de dezembro de 2021  | Vizela - Cidade Natal                                | Mónica Jardim, Santiago Lagoá, Fanny Rodrigues, Ruben Vieira e Pedro Alves                                  |               |               |               |               |
| 19 de dezembro de 2021  | Vila Real - Bila Natal                               | Mónica Jardim, Santiago Lagoá, Fanny Rodrigues, Ruben Vieira e Maria Sampaio                                |               |               |               |               |
| 26 de dezembro de 2021  | Lisboa - Wonderland Lisboa                           | Mónica Jardim, Santiago Lagoá, Fanny Rodrigues, Ruben Vieira e Susana Pinto                                 |               |               |               |               |
| 31 de dezembro de 2021  | Estúdios TVI - Festa do Ano                          | Mónica Jardim, Santiago Lagoá, Fanny Rodrigues e Ruben Vieira                                               |               |               |               |               |

### Outros (relacionados)
| "Somos Família"           | |
| 4 de abril de 2021 Páscoa | Recinto Somos Portugal: Mónica Jardim, Santiago Lagoá, Ruben Vieira, José Lopes, Ana Arrebentinha e Fanny Rodrigues Estúdio Em Família: Maria Cerqueira Gomes e Ruben Rua Ambos os locais: Manuel Luís Goucha |
| "Joga Portugal"           | |
| 27 de junho de 2021       | Estúdios TVI - Isabel Figueira, Cláudio Ramos, Santiago Lagoá, João Montez, Fanny Rodrigues e Joaquim Sousa Martins Sevilha - Maria Botelho Moniz, José Carlos Araújo, Paulo Pereira e Amílcar Matos          |

## 2022
| 2 de janeiro de 2022                              | TVI ComVida                                                    | TVI ComVida                                                                                       | TVI ComVida                    | TVI ComVida                    | TVI ComVida                    | TVI ComVida                    |
| 9 de janeiro de 2022                              | Estúdios TVI - Reis da Festa                                   | Mónica Jardim, Santiago Lagoá, Fanny Rodrigues e Ruben Vieira                                     |                                |                                |                                |                                |
| 16 de janeiro de 2022                             | Estúdios TVI - Aos Pares                                       | Mónica Jardim, Santiago Lagoá, Fanny Rodrigues e Ruben Vieira                                     |                                |                                |                                |                                |
| 23 de janeiro de 2022                             | Estúdios TVI - Feira das Feiras                                | Mónica Jardim, Santiago Lagoá, Fanny Rodrigues e Ruben Vieira                                     |                                |                                |                                |                                |
| 30 de janeiro de 2022                             | Estúdios TVI - Festival da Saudade                             | Santiago Lagoá, Inês Gutierrez, Fanny Rodrigues e Ruben Vieira                                    |                                |                                |                                |                                |
| 30 de janeiro de 2022                             | Luxemburgo                                                     | Mónica Jardim                                                                                     |                                |                                |                                |                                |
| 6 de fevereiro de 2022                            | Estúdios TVI - Festa dos Sabores                               | Alice Alves, Santiago Lagoá, Fanny Rodrigues e Ruben Vieira                                       |                                |                                |                                |                                |
| 13 de fevereiro de 2022                           | Estúdios TVI - Rádio no Ar!                                    | Mónica Jardim, Fanny Rodrigues, Ruben Vieira e Cláudio Ramos                                      |                                |                                |                                |                                |
| 20 de fevereiro de 2022                           | Parabéns TVI - 29° Aniversário                                 | Parabéns TVI - 29° Aniversário                                                                    | Parabéns TVI - 29° Aniversário | Parabéns TVI - 29° Aniversário | Parabéns TVI - 29° Aniversário | Parabéns TVI - 29° Aniversário |
| 27 de fevereiro de 2022                           | Estúdios TVI - Especial Carnaval                               | Mónica Jardim, Santiago Lagoá, Fanny Rodrigues e Ruben Vieira                                     |                                |                                |                                |                                |
| 6 de março de 2022                                | Penalva do Castelo - Festa do Pastor e do Queijo               | Mónica Jardim, Santiago Lagoá, Fanny Rodrigues, Ruben Vieira e Helena Isabel                      |                                |                                |                                |                                |
| 13 de março de 2022                               | Oliveira do Hospital - Festa do Queijo Serra da Estrela        | Mónica Jardim, Santiago Lagoá, Fanny Rodrigues, Ruben Vieira e Vítor Emanuel                      |                                |                                |                                |                                |
| 20 de março de 2022                               | Celorico da Beira - Festa do Queijo                            | Mónica Jardim, Santiago Lagoá, Fanny Rodrigues, Ruben Vieira e Catarina Siqueira                  |                                |                                |                                |                                |
| 27 de março de 2022                               | Odivelas - Festa do Fumeiro                                    | Mónica Jardim, Santiago Lagoá, Fanny Rodrigues, Ruben Vieira e Leonor Seixas                      |                                |                                |                                |                                |
| 3 de abril de 2022                                | Óbidos - Festival Internacional do Chocolate                   | Mónica Jardim, Santiago Lagoá, Fanny Rodrigues, Ruben Vieira e Ana Barbosa                        |                                |                                |                                |                                |
| 10 de abril de 2022                               | Valpaços - Festa do Folar                                      | Mónica Jardim, Santiago Lagoá, Fanny Rodrigues, Ruben Vieira e Ricardo de Sá                      |                                |                                |                                |                                |
| 17 de abril de 2022                               | Alcáçovas                                                      | Mónica Jardim, Santiago Lagoá, Fanny Rodrigues, Ruben Vieira e Eduardo Madeira                    |                                |                                |                                |                                |
| 24 de abril de 2022                               | Encosta do Sol (Amadora)                                       | Mónica Jardim, Santiago Lagoá, Fanny Rodrigues, Ruben Vieira e Rosinha                            |                                |                                |                                |                                |
| 1 de maio de 2022                                 | Gerês - Festa das Termas                                       | Mónica Jardim, Santiago Lagoá, Fanny Rodrigues, Ruben Vieira e Nuno Graciano                      |                                |                                |                                |                                |
| 8 de maio de 2022                                 | Garvão - Feira de Garvão                                       | Mónica Jardim, Alice Alves, Santiago Lagoá, Ruben Vieira e Cláudia Martins                        |                                |                                |                                |                                |
| 15 de maio de 2022                                | Entroncamento - Feira dos Saberes e dos Sabores                | Mónica Jardim, Santiago Lagoá, Fanny Rodrigues, Ruben Vieira e Marco Costa                        |                                |                                |                                |                                |
| 22 de maio de 2022                                | Vila Real - Festa da Família                                   | Mónica Jardim, Santiago Lagoá, Fanny Rodrigues, Ruben Vieira e Jorge Guerreiro                    |                                |                                |                                |                                |
| 29 de maio de 2022                                | Ilha da Madeira - Festa da Flor                                | Mónica Jardim, Santiago Lagoá, Fanny Rodrigues, Pedro Teixeira e Bernardo Sousa                   |                                |                                |                                |                                |
| 5 de junho de 2022                                | Santarém - Feira Nacional da Agricultura                       | Mónica Jardim, Santiago Lagoá, Fanny Rodrigues, Ruben Vieira e David Antunes                      |                                |                                |                                |                                |
| 12 de junho de 2022                               | Vila Franca do Campo (Ilha de São Miguel)                      | Mónica Jardim, Santiago Lagoá, Fanny Rodrigues, Ruben Vieira, Bruna Gomes e Ruben Pacheco Correia |                                |                                |                                |                                |
| 19 de junho de 2022                               | São Martinho do Porto - Festa de Santo António                 | Mónica Jardim, Santiago Lagoá, Fanny Rodrigues, Ruben Vieira e Sérgio Rossi                       |                                |                                |                                |                                |
| 26 de junho de 2022                               | Porto de Mós - Festa de São Pedro                              | Mónica Jardim, Santiago Lagoá, Fanny Rodrigues, Ruben Vieira e Némanus                            |                                |                                |                                |                                |
| 3 de julho de 2022                                | Horta (Ilha do Faial)                                          | Mónica Jardim, Santiago Lagoá, Fanny Rodrigues, Ruben Vieira, Cristina Ferreira e Flávio Furtado  |                                |                                |                                |                                |
| 10 de julho de 2022                               | Almodôvar - 25ª Feira das Artes e Cultura                      | Mónica Jardim, Santiago Lagoá, Fanny Rodrigues e Gonçalo Quinaz                                   |                                |                                |                                |                                |
| 17 de julho de 2022                               | Lourinhã - Festival Dinossauros Saem à Rua                     | Mónica Jardim, Santiago Lagoá, Fanny Rodrigues, Ruben Vieira e Merche Romero                      |                                |                                |                                |                                |
| 24 de julho de 2022                               | Óbidos - Mercado Medieval                                      | Mónica Jardim, Santiago Lagoá, Fanny Rodrigues e Pedro Guedes                                     |                                |                                |                                |                                |
| 31 de julho de 2022                               | Cantanhede - EXPOFACIC                                         | Mónica Jardim, Santiago Lagoá, Fanny Rodrigues, Ruben Vieira e Marta Gil                          |                                |                                |                                |                                |
| 7 de agosto de 2022                               | Fafe - Festa do Emigrante                                      | Santiago Lagoá, Fanny Rodrigues, Ruben Vieira, Mafalda de Castro e Thiago Rodrigues               |                                |                                |                                |                                |
| 14 de agosto de 2022                              | Castro Marim - Festa de Nossa Sra. dos Mártires                | Mónica Jardim, Santiago Lagoá, Fanny Rodrigues, Ruben Vieira e Cátia Palhinha                     |                                |                                |                                |                                |
| 21 de agosto de 2022                              | Alpiarça - Feira Agrícola e Comercial (ALPIARGA)               | Mónica Jardim, Santiago Lagoá, Fanny Rodrigues, Ruben Vieira e Francisco Macau                    |                                |                                |                                |                                |
| 28 de agosto de 2022                              | Lamego - Festa de Nossa Sra. dos Remédios                      | Mónica Jardim, Santiago Lagoá, Fanny Rodrigues, Ruben Vieira e Hélder Agapito                     |                                |                                |                                |                                |
| 4 de setembro de 2022                             | São João da Pesqueira - Festa Pombalina                        | Mónica Jardim, Santiago Lagoá, Fanny Rodrigues, Ruben Vieira e Inês Faria                         |                                |                                |                                |                                |
| 11 de setembro de 2022                            | Caneças - 18° Festival da Sopa                                 | Mónica Jardim, Santiago Lagoá, Fanny Rodrigues e Ruben Vieira                                     |                                |                                |                                |                                |
| 18 de setembro de 2022                            | Moimenta da Beira - Festa da Maçã                              | Mónica Jardim, Santiago Lagoá, Fanny Rodrigues, Ruben Vieira e Luís Simões                        |                                |                                |                                |                                |
| 25 de setembro de 2022                            | Vila Pouca de Aguiar - Festa da Cebola                         | Mónica Jardim, Santiago Lagoá, Fanny Rodrigues, Ruben Vieira e Fernando Correia Marques           |                                |                                |                                |                                |
| 2 de outubro de 2022                              | Montelavar - Feira do Artesanato                               | Mónica Jardim, Santiago Lagoá, Fanny Rodrigues, Ruben Vieira e Toy                                |                                |                                |                                |                                |
| 9 de outubro de 2022                              | Torres Novas - Festa dos Frutos Secos                          | Mónica Jardim, Santiago Lagoá, Fanny Rodrigues, Ruben Vieira e Rodrigo Paganelli                  |                                |                                |                                |                                |
| 16 de outubro de 2022                             | Castro Verde - Feira de Castro                                 | Mónica Jardim, Santiago Lagoá, Fanny Rodrigues, Ruben Vieira e Manuel Melo                        |                                |                                |                                |                                |
| 23 de outubro de 2022                             | Benedita - Benecar                                             | Mónica Jardim, Santiago Lagoá, Fanny Rodrigues, Ruben Vieira e Eduardo Madeira                    |                                |                                |                                |                                |
| 30 de outubro de 2022                             | Sernancelhe - Festa da Castanha                                | Mónica Jardim, Santiago Lagoá, Fanny Rodrigues e Ruben Vieira                                     |                                |                                |                                |                                |
| 6 de novembro de 2022                             | Mangualde - Feira dos Santos                                   | Mónica Jardim, Santiago Lagoá, Fanny Rodrigues e Ruben Vieira                                     |                                |                                |                                |                                |
| 13 de novembro de 2022                            | Santo António dos Cavaleiros e Frielas - Festa de São Martinho | Mónica Jardim, Santiago Lagoá, Fanny Rodrigues, Ruben Vieira e Bruna Gomes                        |                                |                                |                                |                                |
| 20 de novembro de 2022                            | Vieira do Minho - Mercado de Outono                            | Mónica Jardim, Santiago Lagoá, Fanny Rodrigues e Ruben Vieira                                     |                                |                                |                                |                                |
| 27 de novembro de 2022                            | Alcáçovas - 21ª Mostra de Doçaria                              | Mónica Jardim, Santiago Lagoá, Fanny Rodrigues e Ruben Vieira                                     |                                |                                |                                |                                |
| 4 de dezembro de 2022                             | Lisboa - Wonderland Lisboa                                     | Mónica Jardim, Santiago Lagoá, Fanny Rodrigues, Ruben Vieira e Angie Costa                        |                                |                                |                                |                                |
| 11 de dezembro de 2022                            | Guarda - Cidade Natal                                          | Mónica Jardim, Santiago Lagoá, Fanny Rodrigues e Ruben Vieira                                     |                                |                                |                                |                                |
| 18 de dezembro de 2022                            | Vila Real - Bila Natal                                         | Mónica Jardim, Santiago Lagoá, Fanny Rodrigues e Ruben Vieira                                     |                                |                                |                                |                                |
| 25 de dezembro de 2022 (gravado a 17 de dezembro) | Vizela - Cidade Natal                                          | Mónica Jardim, Santiago Lagoá, Fanny Rodrigues, Ruben Vieira e Ana Malhoa                         |                                |                                |                                |                                |
| 31 de dezembro de 2022                            | Paderne - Festa Medieval e de Fim de Ano                       | Mónica Jardim, Santiago Lagoá, Fanny Rodrigues, Ruben Vieira e João Valentim                      |                                |                                |                                |                                |

### Outros (relacionados)
| Data                    | Programa                       | Apresentadores |
| ----------------------- | ------------------------------ | --- |
| 2 de janeiro de 2022    | TVI ComVida                    | Ruben Rua, Iva Domingues, Marisa Cruz, Sara Sousa Pinto, Maria Botelho Moniz e Mafalda de Castro |
| 20 de fevereiro de 2022 | Parabéns TVI - 29° Aniversário | Alice Alves, Cláudio Ramos, Fanny Rodrigues, Inês Gutierrez, Iva Domingues, João Montez, Mafalda de Castro, Manuel Luís Goucha, Maria Botelho Moniz, Maria Cerqueira Gomes, Marisa Cruz, Mónica Jardim, Pedro Teixeira, Rita Pereira, Ruben Rua e Santiago Lagoá |

## 2023
| Data                                             | Localidade e Festa/Feira                                      | Apresentadores                                                               |
| ------------------------------------------------ | ------------------------------------------------------------- | ---------------------------------------------------------------------------- |
| 8 de janeiro de 2023                             | Encosta do Sol (Amadora) - Feira dos Reis                     | Mónica Jardim, Santiago Lagoá, Fanny Rodrigues e Ruben Vieira                |
| 15 de janeiro de 2023                            | Queijas - Feira de Inverno                                    | Mónica Jardim, Santiago Lagoá, Fanny Rodrigues e Ruben Vieira                |
| 22 de janeiro de 2023                            | Terrugem - Festa do Fumeiro                                   | Mónica Jardim, Pedro Teixeira e Mafalda de Castro                            |
| 29 de janeiro de 2023                            | Ansião - Feira dos Pinhões                                    | Nuno Eiró, Mónica Jardim e Fanny Rodrigues                                   |
| 5 de fevereiro de 2023                           | Penalva do Castelo - Feira do Pastor e do Queijo              | Cristina Ferreira, Maria C. Gomes e Fanny Rodrigues                          |
| 12 de fevereiro de 2023                          | Celorico da Beira - Feira do Queijo                           | Mónica Jardim, Rita Pereira e Fanny Rodrigues                                |
| 19 de fevereiro de 2023                          | Torres Vedras - Festa de Carnaval                             | Mónica Jardim, Pedro Teixeira, Fanny Rodrigues e Ana Guiomar                 |
| 26 de fevereiro de 2023                          | Vila Nova de Foz Côa - Festa da Amendoeira em Flor            | Mónica Jardim, Cláudio Ramos, Fanny Rodrigues e Idevor Mendonça              |
| 5 de março de 2023                               | Agualva e Mira-Sintra - Festa do Chocolate                    | Mónica Jardim, Fanny Rodrigues, Maria B. Moniz e Idevor Mendonça             |
| 12 de março de 2023                              | Oliveira do Hospital - Festa do Queijo Serra da Estrela       | Mónica Jardim, João Montez, Fanny Rodrigues e Idevor Mendonça                |
| 19 de março de 2023                              | Salvaterra de Magos - Festa da Rainha do Tejo                 | Iva Domingues, Mónica Jardim, Fanny Rodrigues e Idevor Mendonça              |
| 26 de março de 2023                              | Odivelas - Festa do Fumeiro                                   | Mónica Jardim, Fanny Rodrigues, Idevor Mendonça e Marta Gil                  |
| 2 de abril de 2023                               | Amora (Seixal) - Especial Queridos Papás - Festa do Fumeiro   | Mónica Jardim, Ruben Rua, Idevor Mendonça e Marta Gil                        |
| 9 de abril de 2023                               | Vidigueira - Festa da Páscoa                                  | Nuno Eiró, Mónica Jardim, Fanny Rodrigues e Idevor Mendonça                  |
| 16 de abril de 2023                              | Barreiro e Lavradio - Festa Sabores de Abril                  | Mónica Jardim, Alice Alves, Fanny Rodrigues e Idevor Mendonça                |
| 23 de abril de 2023                              | Castanheira de Pera - Festival Gastronomia em Movimento       | Mónica Jardim, Fanny Rodrigues, Idevor Mendonça e Maria Sampaio              |
| 30 de abril de 2023                              | Gerês - Festa das Termas                                      | Mónica Jardim, Fanny Rodrigues, Mafalda de Castro e Idevor Mendonça          |
| 7 de maio de 2023                                | Quelfes (Olhão) - Feira de Maio                               | Mónica Jardim, Fanny Rodrigues e Idevor Mendonça                             |
| 14 de maio de 2023                               | Garvão (Ourique) - Feira de Garvão                            | Mónica Jardim, Fanny Rodrigues, Idevor Mendonça e Ana Malhoa                 |
| 21 de maio de 2023                               | Algueirão - Mem Martins - Feira da Doçaria                    | Mónica Jardim, Fanny Rodrigues, Idevor Mendonça e Jorge Guerreiro            |
| 28 de maio de 2023                               | Vila Real - Festa da Família                                  | Nuno Eiró, Mónica Jardim, Fanny Rodrigues e Susana Pinto                     |
| 4 de junho de 2023                               | Santarém - Feira Nacional da Agricultura                      | Nuno Eiró, Maria C. Gomes e Fanny Rodrigues                                  |
| 11 de junho de 2023                              | Póvoa de Santa Iria e Forte da Casa - Festas do Forte da Casa | Mónica Jardim, João Montez, Fanny Rodrigues e Susana Pinto                   |
| 18 de junho de 2023                              | São Martinho do Porto - Festa de Santo António                | Mónica Jardim, Fanny Rodrigues, Idevor Mendonça e Susana Pinto               |
| 25 de junho de 2023                              | Porto de Mós - Festa de São Pedro                             | Mónica Jardim, Fanny Rodrigues, Idevor Mendonça e Ana Malhoa                 |
| 2 de julho de 2023                               | Loures - Festival do Caracol Saloio                           | Mónica Jardim, Fanny Rodrigues e Idevor Mendonça                             |
| 9 de julho de 2023                               | Almodôvar - Feira das Artes e Cultura                         | Nuno Eiró, Fanny Rodrigues e Idevor Mendonça                                 |
| 16 de julho de 2023                              | Oliveira de Frades - Feira do Frango do Campo                 | Mónica Jardim, Fanny Rodrigues e Idevor Mendonça                             |
| 23 de julho de 2023                              | Encosta do Sol (Amadora) - Festa 12 Anos Somos Portugal       | Mónica Jardim, Fanny Rodrigues e Idevor Mendonça                             |
| 30 de julho de 2023                              | Cantanhede - EXPOFACIC                                        | Mónica Jardim, Fanny Rodrigues, Idevor Mendonça e Ana Malhoa                 |
| 6 de agosto de 2023                              | Fão (Esposende) - Festa da Cerveja e do Marisco               | Mónica Jardim, Fanny Rodrigues, Idevor Mendonça e Ana Malhoa                 |
| 13 de agosto de 2023                             | Ramada (Odivelas) - Festival do Moinho e do Pão               | Mónica Jardim, Alice Alves e Fanny Rodrigues                                 |
| 20 de agosto de 2023                             | Sátão (Viseu) - Festas de São Bernardo                        | Mónica Jardim, Fanny Rodrigues e Idevor Mendonça                             |
| 27 de agosto de 2023                             | Lamego - Festa de Nossa Senhora dos Remédios                  | Mónica Jardim, Fanny Rodrigues e Idevor Mendonça                             |
| 3 de setembro de 2023                            | Viseu - Feira de São Mateus                                   | Mónica Jardim, João Montez e Fanny Rodrigues                                 |
| 10 de setembro de 2023                           | Ermesinde (Valongo) - Festa do Vale e da Serra                | Mónica Jardim, Fanny Rodrigues, Soraia Moreira, Ana Barbosa e Miguel Vicente |
| 17 de setembro de 2023                           | Moimenta da Beira - Festa da Maçã                             | Mónica Jardim, Fanny Rodrigues e Idevor Mendonça                             |
| 24 de setembro de 2023                           | Castro Daire - Festa das Colheitas                            | Mónica Jardim, Fanny Rodrigues e Idevor Mendonça                             |
| 1 de outubro de 2023                             | Loures - Festas de Santa Maria                                | Mónica Jardim, Fanny Rodrigues e Idevor Mendonça                             |
| 8 de outubro de 2023                             | Beja - Festa Patrimónios ao Sul                               | Mónica Jardim, Fanny Rodrigues e Idevor Mendonça                             |
| 15 de outubro de 2023                            | Benedita - Festa na Cidade do Automóvel                       | Mónica Jardim, Fanny Rodrigues e Idevor Mendonça                             |
| 22 de outubro de 2023                            | Vinhais - Festa da Castanha                                   | Mónica Jardim, Fanny Rodrigues e Idevor Mendonça                             |
| 29 de outubro de 2023                            | Sernancelhe - Festa da Castanha                               | Mónica Jardim, Fanny Rodrigues e Idevor Mendonça                             |
| 5 de novembro de 2023                            | Sabrosa - Festival Sabores D' Ouro                            | Mónica Jardim, Fanny Rodrigues e Susana Pinto                                |
| 12 de novembro de 2023                           | Terras de Bouro - Festa de São Martinho                       | Mónica Jardim, Fanny Rodrigues e Idevor Mendonça                             |
| 19 de novembro de 2023                           | Vieira do Minho - Mercado de Outono                           | Mónica Jardim, Fanny Rodrigues e Idevor Mendonça                             |
| 26 de novembro de 2023                           | Águas Livres (Amadora) - Festa de Outono                      | Mónica Jardim, Fanny Rodrigues e Idevor Mendonça                             |
| 3 de dezembro de 2023                            | Lisboa - Wonderland Lisboa                                    | Mónica Jardim, João Montez, Fanny Rodrigues e Idevor Mendonça                |
| 10 de dezembro de 2024                           | Vila Real de Santo António - Vila Natal                       | Mónica Jardim, Fanny Rodrigues e Idevor Mendonça                             |
| 17 de dezembro de 2024                           | Vizela - Cidade Natal                                         | Mónica Jardim, João Montez e Idevor Mendonça                                 |
| 24 de dezembro de 2023 (gravado a 2 de dezembro) | Lisboa - Wonderland Lisboa                                    | Mónica Jardim, João Montez, Fanny Rodrigues e Idevor Mendonça                |
| 31 de dezembro de 2023                           | Vila Real - Festa do Ano                                      | Mónica Jardim, Fanny Rodrigues e Idevor Mendonça                             |

## 2024
| 7 de janeiro de 2024    | Encosta do Sol (Amadora) - Festa de Reis                | Mónica Jardim, Fanny Rodrigues e Idevor Mendonça                   |                      |                      |                      |                      |
| 14 de janeiro de 2024   | Carnaxide - Feira de Inverno                            | Mónica Jardim, João Montez e Fanny Rodrigues                       |                      |                      |                      |                      |
| 21 de janeiro de 2024   | Sacavém - Romaria de Janeiro                            | Mónica Jardim, Fanny Rodrigues e Idevor Mendonça                   |                      |                      |                      |                      |
| 28 de janeiro de 2024   | Ansião - Festa do Pinhão                                | Mónica Jardim, Fanny Rodrigues e Idevor Mendonça                   |                      |                      |                      |                      |
| 4 de fevereiro de 2024  | Chaves - Festa dos Sabores                              | João Montez, Fanny Rodrigues e Idevor Mendonça                     |                      |                      |                      |                      |
| 11 de fevereiro de 2024 | Torres Vedras - Festa de Carnaval                       | Fanny Rodrigues, José Lopes e Idevor Mendonça                      |                      |                      |                      |                      |
| 18 de fevereiro de 2024 | Celorico da Beira - Feira do Queijo                     | Fanny Rodrigues, Idevor Mendonça e Susana Pinto                    |                      |                      |                      |                      |
| 25 de fevereiro de 2024 | Terrugem - Festa do Fumeiro                             | Mónica Jardim, Fanny Rodrigues e Idevor Mendonça                   |                      |                      |                      |                      |
| 3 de março de 2024      | Agualva e Mira-Sintra - Festa do Chocolate              | Mónica Jardim, Fanny Rodrigues e Idevor Mendonça                   |                      |                      |                      |                      |
| 10 de março de 2024     | Oeiras - O Melhor de Portugal                           | Mónica Jardim, Fanny Rodrigues e Idevor Mendonça                   |                      |                      |                      |                      |
| 17 de março de 2024     | Salvaterra de Magos - Festa da Rainha do Tejo           | Mónica Jardim, Fanny Rodrigues e Idevor Mendonça                   |                      |                      |                      |                      |
| 24 de março de 2024     | Oliveira do Hospital - Festa do Queijo Serra da Estrela | Mónica Jardim, Fanny Rodrigues e Idevor Mendonça                   |                      |                      |                      |                      |
| 31 de março de 2024     | Vidigueira - Festa da Páscoa                            | Mónica Jardim, Fanny Rodrigues e Idevor Mendonça                   |                      |                      |                      |                      |
| 7 de abril de 2024      | Odivelas - Festa do Fumeiro                             | Mónica Jardim, Fanny Rodrigues e Idevor Mendonça                   |                      |                      |                      |                      |
| 14 de abril de 2024     | Barreiro - Festa Sabores de abril                       | Mónica Jardim, Fanny Rodrigues e Idevor Mendonça                   |                      |                      |                      |                      |
| 21 de abril de 2024     | Alfragide - Há Festa no Parque                          | Mónica Jardim, Fanny Rodrigues e José Lopes                        |                      |                      |                      |                      |
| 28 de abril de 2024     | Gerês - Festa das Termas                                | Mónica Jardim, João Montez e Fanny Rodrigues                       |                      |                      |                      |                      |
| 5 de maio de 2024       | Tarouca - Festa Sabores do Varosa                       | Mónica Jardim, Fanny Rodrigues e Idevor Mendonça                   |                      |                      |                      |                      |
| 12 de maio de 2024      | Garvão (Ourique) - Festa Alentejana                     | Mónica Jardim, Fanny Rodrigues e Idevor Mendonça                   |                      |                      |                      |                      |
| 19 de maio de 2024      | Algueirão - Mem Martins - Festa da Doçaria              | Mónica Jardim, Fanny Rodrigues e Idevor Mendonça                   |                      |                      |                      |                      |
| 26 de maio de 2024      | Carregal do Sal - Festa Sabores do Dão                  | Mónica Jardim, Fanny Rodrigues e Idevor Mendonça                   |                      |                      |                      |                      |
| 2 de junho de 2024      | Vila Real - Festa da Família                            | Marisa Cruz, José Lopes e Fanny Rodrigues                          |                      |                      |                      |                      |
| 9 de junho de 2024      | Santarém - Festa da Agricultura                         | Mónica Jardim, Fanny Rodrigues e Idevor Mendonça                   |                      |                      |                      |                      |
| 16 de junho de 2024     | TVI Lidl Euro Lounge                                    | TVI Lidl Euro Lounge                                               | TVI Lidl Euro Lounge | TVI Lidl Euro Lounge | TVI Lidl Euro Lounge | TVI Lidl Euro Lounge |
| 23 de junho de 2024     | Pontinha - Arraial de Verão                             | Mónica Jardim, João Montez e Idevor Mendonça                       |                      |                      |                      |                      |
| 30 de junho de 2024     | Venteira (Amadora) - Feira de Verão                     | Mónica Jardim, Fanny Rodrigues e Idevor Mendonça                   |                      |                      |                      |                      |
| 7 de julho de 2024      | Castanheira de Pera - Festa das Tradições               | Mónica Jardim, Fanny Rodrigues e Idevor Mendonça                   |                      |                      |                      |                      |
| 14 de julho de 2024     | Lourinhã - Festa do Oeste                               | Mónica Jardim, João Montez e Fanny Rodrigues                       |                      |                      |                      |                      |
| 21 de julho de 2024     | Oliveira de Frades - Festa do Frango do Campo           | Mónica Jardim, Fanny Rodrigues e Idevor Mendonça                   |                      |                      |                      |                      |
| 28 de julho de 2024     | Cantanhede - EXPOFACIC                                  | Mónica Jardim, Fanny Rodrigues, Idevor Mendonça e Catarina Miranda |                      |                      |                      |                      |
| 4 de agosto de 2024     | Castelo Branco - Festival com Coração                   | Mónica Jardim, Fanny Rodrigues, Idevor Mendonça e Catarina Miranda |                      |                      |                      |                      |
| 11 de agosto de 2024    | Pedras Salgadas - Festa do Mel e do Artesanato          | Mónica Jardim, Fanny Rodrigues, Idevor Mendonça e Catarina Miranda |                      |                      |                      |                      |
| 18 de agosto de 2024    | Sátão - Festa do Emigrante                              | Mónica Jardim, Fanny Rodrigues, Idevor Mendonça e Catarina Miranda |                      |                      |                      |                      |
| 25 de agosto de 2024    | Lamego - Festa de Nossa Senhora dos Remédios            | Mónica Jardim, Fanny Rodrigues, Idevor Mendonça e Catarina Miranda |                      |                      |                      |                      |
| 1 de setembro de 2024   | Macieira de Cambra (Aveiro) - Festas Setembrinas        | Mónica Jardim, Fanny Rodrigues, Idevor Mendonça e Catarina Miranda |                      |                      |                      |                      |
| 8 de setembro de 2024   | Sagres - Festa do Mar                                   | Mónica Jardim, Fanny Rodrigues, Idevor Mendonça e Catarina Miranda |                      |                      |                      |                      |
| 15 de setembro de 2024  | Caneças - Festa das Tradições Saloias                   | Mónica Jardim, Fanny Rodrigues, Idevor Mendonça e Catarina Miranda |                      |                      |                      |                      |
| 22 de setembro de 2024  | Moimenta da Beira - Festa da Maçã                       | Mónica Jardim, Fanny Rodrigues, Idevor Mendonça e Catarina Miranda |                      |                      |                      |                      |
| 29 de setembro de 2024  | Albufeira - Festa de Olhos D'Água                       | Mónica Jardim, Fanny Rodrigues, Idevor Mendonça e Catarina Miranda |                      |                      |                      |                      |
| 6 de outubro de 2024    | Torres Novas - Festa dos Frutos Secos                   | Mónica Jardim, Fanny Rodrigues e Idevor Mendonça                   |                      |                      |                      |                      |
| 13 de outubro de 2024   | Benedita - Festa na Cidade do Automóvel                 | Mónica Jardim, Fanny Rodrigues e Idevor Mendonça                   |                      |                      |                      |                      |
| 20 de outubro de 2024   | Encosta do Sol (Amadora) - Festa de Outono              | Mónica Jardim, Fanny Rodrigues e Idevor Mendonça                   |                      |                      |                      |                      |
| 27 de outubro de 2024   | Sernancelhe - Festa da Castanha                         | Mónica Jardim, Fanny Rodrigues e Idevor Mendonça                   |                      |                      |                      |                      |
| 3 de novembro de 2024   | Pero Pinheiro - Festa do Fumeiro                        | Mónica Jardim, Fanny Rodrigues e José Lopes                        |                      |                      |                      |                      |
| 10 de novembro de 2024  | Cacém - Festa do Somos Portugal                         | Mónica Jardim, Fanny Rodrigues e Idevor Mendonça                   |                      |                      |                      |                      |

### Outros (relacionados)
| Data                | Programa             | Apresentadores                                   |
| ------------------- | -------------------- | ------------------------------------------------ |
| 16 de junho de 2024 | TVI Lidl Euro Lounge | Iva Domingues, Idevor Mendonça e Rafaela Granado |